# Fredede fortidsminder i Slagelse Kommune
Denne liste over fredede fortidsminder i Slagelse Kommune viser alle fredede fortidsminder i Slagelse Kommune. Listen bygger på data fra Kulturarvsstyrelsen.
| Stednavn                    | Type                           | Datering                                   | Seværdighed (Verdensarv, National, Lokal, Nej) | ID (Link til Kulturarv.dk) | Koordinater                                   | Billede     | Bemærkning                                         |
| --------------------------- | ------------------------------ | ------------------------------------------ | ---------------------------------------------- | -------------------------- | --------------------------------------------- | ----------- | -------------------------------------------------- |
| Afd.16                      | Rundhøj                        | Stenalder (ca. -3950 til -2801)            | Nej                                            | 111251                     | 55°23′52″N 11°27′38″Ø / 55.39774°N 11.46052°Ø | Upload foto |                                                    |
| Afd.16                      | Dysse eller jættestue          | Stenalder (ca. -3950 til -2801)            | Nej                                            | 111251                     | 55°23′52″N 11°27′38″Ø / 55.39774°N 11.46052°Ø | Upload foto |                                                    |
| Afd.29                      | Langhøj                        | Stenalder (ca. -3950 til -2801)            | Nej                                            | 111180                     | 55°18′31″N 11°10′35″Ø / 55.30861°N 11.17635°Ø | Upload foto |                                                    |
| Afd.29                      | Dysse eller jættestue          | Stenalder (ca. -3950 til -2801)            | Nej                                            | 111180                     | 55°18′31″N 11°10′35″Ø / 55.30861°N 11.17635°Ø | Upload foto |                                                    |
| Afd.33                      | Rundhøj                        | Stenalder (ca. -3950 til -2801)            | Nej                                            | 111179                     | 55°18′28″N 11°10′26″Ø / 55.30778°N 11.17400°Ø | Upload foto |                                                    |
| Afd.33                      | Dysse eller jættestue          | Stenalder (ca. -3950 til -2801)            | Nej                                            | 111179                     | 55°18′28″N 11°10′26″Ø / 55.30778°N 11.17400°Ø | Upload foto |                                                    |
| Agersø                      | Langhøj                        | Stenalder (ca. -3950 til -2801)            | Nej                                            | 111522                     | 55°13′02″N 11°10′35″Ø / 55.21718°N 11.17647°Ø | Upload foto |                                                    |
| Agersø                      | Dysse eller jættestue          | Stenalder (ca. -3950 til -2801)            | Nej                                            | 111522                     | 55°13′02″N 11°10′35″Ø / 55.21718°N 11.17647°Ø | Upload foto |                                                    |
| Agersø                      | Bautasten                      | Jernalder (ca. -500 til 1066)              | Nej                                            | 111535                     | 55°11′17″N 11°12′37″Ø / 55.18811°N 11.21032°Ø | Upload foto |                                                    |
| Aggersø                     | Langhøj                        | Stenalder (ca. -3950 til -2801)            | Nej                                            | 111532                     | 55°11′59″N 11°10′37″Ø / 55.19974°N 11.17702°Ø | Upload foto |                                                    |
| Aggersø                     | Dysse eller jættestue          | Stenalder (ca. -3950 til -2801)            | Nej                                            | 111532                     | 55°11′59″N 11°10′37″Ø / 55.19974°N 11.17702°Ø | Upload foto |                                                    |
| Antvorskov kloster          | Klosteranlæg                   | Historisk Tid (ca. 1067 til 1660)          | Nej                                            | 111307                     | 55°23′28″N 11°21′45″Ø / 55.39103°N 11.36249°Ø | Upload foto |                                                    |
| Antvorskov kloster          | Herregårdsanlæg/Slot           | Efterreformatorisk tid (ca. 1536 til 1660) | Nej                                            | 111307                     | 55°23′28″N 11°21′45″Ø / 55.39103°N 11.36249°Ø | Upload foto |                                                    |
| Antvorskov skov             | Langhøj                        | Stenalder (ca. -3950 til -2801)            | Nej                                            | 111302                     | 55°23′58″N 11°24′37″Ø / 55.39931°N 11.41027°Ø | Upload foto |                                                    |
| Antvorskov skov             | Dysse eller jættestue          | Stenalder (ca. -3950 til -2801)            | Nej                                            | 111302                     | 55°23′58″N 11°24′37″Ø / 55.39931°N 11.41027°Ø | Upload foto |                                                    |
| Antvorskov skov             | Dysse eller jættestue          | Stenalder (ca. -3950 til -2801)            | Nej                                            | 111302                     | 55°23′58″N 11°24′37″Ø / 55.39931°N 11.41027°Ø | Upload foto |                                                    |
| Antvorskov skov             | Dysse eller jættestue          | Stenalder (ca. -3950 til -2801)            | Nej                                            | 111302                     | 55°23′58″N 11°24′37″Ø / 55.39931°N 11.41027°Ø | Upload foto |                                                    |
| Antvorskov skov             | Rundhøj                        | Oldtid (ca. -250000 til 1066)              | Nej                                            | 111314                     | 55°23′46″N 11°24′34″Ø / 55.39605°N 11.40944°Ø | Upload foto |                                                    |
| Antvorskov skov             | Langhøj                        | Stenalder (ca. -3950 til -2801)            | Nej                                            | 111315                     | 55°23′41″N 11°23′44″Ø / 55.39486°N 11.39566°Ø | Upload foto |                                                    |
| Antvorskov skov             | Dysse eller jættestue          | Stenalder (ca. -3950 til -2801)            | Nej                                            | 111315                     | 55°23′41″N 11°23′44″Ø / 55.39486°N 11.39566°Ø | Upload foto |                                                    |
| Bagvænget                   | Rundhøj                        | Oldtid (ca. -250000 til 1066)              | Nej                                            | 110988                     | 55°18′25″N 11°12′36″Ø / 55.30688°N 11.20996°Ø | Upload foto |                                                    |
| Bagvænget                   | Rundhøj                        | Oldtid (ca. -250000 til 1066)              | Nej                                            | 110989                     | 55°18′23″N 11°12′38″Ø / 55.30626°N 11.21056°Ø | Upload foto |                                                    |
| Barnebanken                 | Rundhøj                        | Stenalder (ca. -3950 til -2801)            | Nej                                            | 111051                     | 55°18′59″N 11°17′00″Ø / 55.31638°N 11.28324°Ø | Upload foto |                                                    |
| Barnebanken                 | Dysse eller jættestue          | Stenalder (ca. -3950 til -2801)            | Nej                                            | 111051                     | 55°18′59″N 11°17′00″Ø / 55.31638°N 11.28324°Ø | Upload foto |                                                    |
| Barnebanken                 | Bavnehøj                       | Historisk Tid (ca. 1067 til 2009)          | Nej                                            | 111051                     | 55°18′59″N 11°17′00″Ø / 55.31638°N 11.28324°Ø | Upload foto |                                                    |
| Barnehøj                    | Rundhøj                        | Oldtid (ca. -3950 til -501)                | Nej                                            | 111255                     | 55°26′34″N 11°20′35″Ø / 55.44274°N 11.34312°Ø | Upload foto |                                                    |
| Barnehøj                    | Stenkiste                      | Bronzealder (ca. -1700 til -1101)          | Nej                                            | 111255                     | 55°26′34″N 11°20′35″Ø / 55.44274°N 11.34312°Ø | Upload foto |                                                    |
| Barnehøj                    | Bavnehøj                       | Historisk Tid (ca. 1067 til 2009)          | Nej                                            | 111255                     | 55°26′34″N 11°20′35″Ø / 55.44274°N 11.34312°Ø | Upload foto |                                                    |
| Barnehøj                    | Urnegrav (uspecificeret type)  | Oldtid (ca. -1100 til 375)                 | Nej                                            | 111255                     | 55°26′34″N 11°20′35″Ø / 55.44274°N 11.34312°Ø | Upload foto |                                                    |
| Barnehøj                    | Rundhøj                        | Oldtid (ca. -250000 til 1066)              | Nej                                            | 111292                     | 55°23′24″N 11°18′19″Ø / 55.39001°N 11.30519°Ø | Upload foto |                                                    |
| Barnehøj                    | Bavnehøj                       | Historisk Tid (ca. 1067 til 2009)          | Nej                                            | 111292                     | 55°23′24″N 11°18′19″Ø / 55.39001°N 11.30519°Ø | Upload foto |                                                    |
| Barnehøjsbanken             | Rundhøj                        | Oldtid (ca. -250000 til 1066)              | Nej                                            | 111543                     | 55°15′35″N 11°18′16″Ø / 55.25973°N 11.30442°Ø | Upload foto |                                                    |
| Basnæs Voldsted             | Borg/Voldsted                  | Historisk Tid (ca. 1067 til 2009)          | Nej                                            | 167785                     | 55°12′37″N 11°20′43″Ø / 55.21027°N 11.34524°Ø | Upload foto |                                                    |
| Basnæs Voldsted             | Voldgrav                       | Historisk Tid (ca. 1067 til 2009)          | Nej                                            | 167785                     | 55°12′37″N 11°20′43″Ø / 55.21027°N 11.34524°Ø | Upload foto |                                                    |
| Batteriet                   | Skanse                         | Historisk Tid (ca. 1067 til 2009)          | Nej                                            | 150728                     | 55°13′09″N 11°14′20″Ø / 55.21908°N 11.23893°Ø | Upload foto |                                                    |
| Batteriet                   | Mindesmærke                    | Nyere tid (ca. 1849 til 1913)              | Nej                                            | 150728                     | 55°13′09″N 11°14′20″Ø / 55.21908°N 11.23893°Ø | Upload foto |                                                    |
| Batterihøj                  | Skanse                         | Historisk Tid (ca. 1067 til 2009)          | Nej                                            | 190393                     | 55°11′47″N 11°10′56″Ø / 55.19639°N 11.18209°Ø | Upload foto |                                                    |
| Bavnen                      | Rundhøj                        | Oldtid (ca. -3950 til -501)                | Nej                                            | 111852                     | 55°22′29″N 11°24′29″Ø / 55.37474°N 11.40799°Ø | Upload foto |                                                    |
| Bavnen                      | Stenbygget grav                | Oldtid (ca. -3950 til -501)                | Nej                                            | 111852                     | 55°22′29″N 11°24′29″Ø / 55.37474°N 11.40799°Ø | Upload foto |                                                    |
| Bildsø                      | Langhøj                        | Stenalder (ca. -3950 til -2801)            | Nej                                            | 111077                     | 55°27′40″N 11°12′17″Ø / 55.46104°N 11.20473°Ø | Upload foto |                                                    |
| Bildsø                      | Dysse eller jættestue          | Stenalder (ca. -3950 til -2801)            | Nej                                            | 111077                     | 55°27′40″N 11°12′17″Ø / 55.46104°N 11.20473°Ø | Upload foto |                                                    |
| Bildsø                      | Langhøj                        | Stenalder (ca. -3950 til -2801)            | Nej                                            | 111079                     | 55°27′34″N 11°12′54″Ø / 55.45950°N 11.21491°Ø | Upload foto |                                                    |
| Bildsø                      | Dysse eller jættestue          | Stenalder (ca. -3950 til -2801)            | Nej                                            | 111079                     | 55°27′34″N 11°12′54″Ø / 55.45950°N 11.21491°Ø | Upload foto |                                                    |
| Bildsø                      | Rundhøj                        | Stenalder (ca. -3950 til -2801)            | Nej                                            | 111095                     | 55°27′36″N 11°15′17″Ø / 55.46004°N 11.25468°Ø | Upload foto |                                                    |
| Bildsø                      | Dysse eller jættestue          | Stenalder (ca. -3950 til -2801)            | Nej                                            | 111095                     | 55°27′36″N 11°15′17″Ø / 55.46004°N 11.25468°Ø | Upload foto |                                                    |
| Bildsø                      | Rundhøj                        | Stenalder (ca. -3950 til -2801)            | Nej                                            | 111098                     | 55°27′35″N 11°15′14″Ø / 55.45985°N 11.25394°Ø | Upload foto |                                                    |
| Bildsø                      | Dysse eller jættestue          | Stenalder (ca. -3950 til -2801)            | Nej                                            | 111098                     | 55°27′35″N 11°15′14″Ø / 55.45985°N 11.25394°Ø | Upload foto |                                                    |
| Bildsø                      | Rundhøj                        | Oldtid (ca. -3950 til -501)                | Nej                                            | 111099                     | 55°27′26″N 11°15′22″Ø / 55.45725°N 11.25602°Ø | Upload foto |                                                    |
| Bildsø                      | Langhøj                        | Stenalder (ca. -3950 til -2801)            | Nej                                            | 111103                     | 55°27′14″N 11°15′15″Ø / 55.45396°N 11.25422°Ø | Upload foto |                                                    |
| Bildsø                      | Dysse eller jættestue          | Stenalder (ca. -3950 til -2801)            | Nej                                            | 111103                     | 55°27′14″N 11°15′15″Ø / 55.45396°N 11.25422°Ø | Upload foto |                                                    |
| Bildsø                      | Langhøj                        | Stenalder (ca. -3950 til -2801)            | Nej                                            | 111154                     | 55°27′52″N 11°13′18″Ø / 55.46431°N 11.22154°Ø | Upload foto |                                                    |
| Bildsø                      | Dysse eller jættestue          | Stenalder (ca. -3950 til -2801)            | Nej                                            | 111154                     | 55°27′52″N 11°13′18″Ø / 55.46431°N 11.22154°Ø | Upload foto |                                                    |
| Bildsø By                   | Vildtbaneafmærkning            | Nyere tid (ca. 1661 til 2009)              | Nej                                            | 123224                     | 55°27′02″N 11°12′35″Ø / 55.45065°N 11.20982°Ø | Upload foto |                                                    |
| Bisserup                    | Skanse                         | Historisk Tid (ca. 1067 til 2009)          | Nej                                            | 111679                     | 55°12′00″N 11°30′08″Ø / 55.19988°N 11.50221°Ø | Upload foto |                                                    |
| Blæsinge                    | Rundhøj                        | Stenalder (ca. -3950 til -2801)            | Nej                                            | 100717                     | 55°27′29″N 11°18′45″Ø / 55.45811°N 11.31257°Ø | Upload foto |                                                    |
| Blæsinge                    | Dysse eller jættestue          | Stenalder (ca. -3950 til -2801)            | Nej                                            | 100717                     | 55°27′29″N 11°18′45″Ø / 55.45811°N 11.31257°Ø | Upload foto |                                                    |
| Bonderup                    | Rundhøj                        | Oldtid (ca. -250000 til 1066)              | Nej                                            | 111438                     | 55°19′14″N 11°11′20″Ø / 55.32061°N 11.18877°Ø | Upload foto |                                                    |
| Bonderup                    | Rundhøj                        | Oldtid (ca. -250000 til 1066)              | Nej                                            | 111441                     | 55°18′35″N 11°11′43″Ø / 55.30970°N 11.19518°Ø | Upload foto |                                                    |
| Bonderup                    | Rundhøj                        | Oldtid (ca. -250000 til 1066)              | Nej                                            | 111442                     | 55°18′34″N 11°11′45″Ø / 55.30949°N 11.19594°Ø | Upload foto |                                                    |
| Bonderup                    | Rundhøj                        | Oldtid (ca. -250000 til 1066)              | Nej                                            | 111443                     | 55°18′34″N 11°11′48″Ø / 55.30942°N 11.19674°Ø | Upload foto |                                                    |
| Bonderup                    | Rundhøj                        | Oldtid (ca. -250000 til 1066)              | Nej                                            | 111445                     | 55°18′15″N 11°11′26″Ø / 55.30411°N 11.19066°Ø | Upload foto |                                                    |
| Bonderup                    | Rundhøj                        | Stenalder (ca. -3950 til -1701)            | Nej                                            | 111447                     | 55°18′19″N 11°12′21″Ø / 55.30536°N 11.20575°Ø | Upload foto |                                                    |
| Bonderup                    | Stenkiste                      | Stenalder (ca. -2350 til -1701)            | Nej                                            | 111447                     | 55°18′19″N 11°12′21″Ø / 55.30536°N 11.20575°Ø | Upload foto |                                                    |
| Bonderup                    | Rundhøj                        | Oldtid (ca. -250000 til 1066)              | Nej                                            | 111449                     | 55°18′10″N 11°11′42″Ø / 55.30270°N 11.19504°Ø | Upload foto |                                                    |
| Bonderup                    | Rundhøj                        | Oldtid (ca. -250000 til 1066)              | Nej                                            | 111450                     | 55°18′12″N 11°11′36″Ø / 55.30337°N 11.19329°Ø | Upload foto |                                                    |
| Bonderup                    | Rundhøj                        | Oldtid (ca. -250000 til 1066)              | Nej                                            | 111451                     | 55°18′11″N 11°11′38″Ø / 55.30309°N 11.19381°Ø | Upload foto |                                                    |
| Bonderup                    | Rundhøj                        | Oldtid (ca. -250000 til 1066)              | Nej                                            | 111452                     | 55°18′10″N 11°11′40″Ø / 55.30285°N 11.19447°Ø | Upload foto |                                                    |
| Bonderup                    | Rundhøj                        | Oldtid (ca. -250000 til 1066)              | Nej                                            | 111453                     | 55°18′09″N 11°11′46″Ø / 55.30237°N 11.19615°Ø | Upload foto |                                                    |
| Bonderup                    | Rundhøj                        | Oldtid (ca. -250000 til 1066)              | Nej                                            | 111455                     | 55°18′15″N 11°11′29″Ø / 55.30417°N 11.19128°Ø | Upload foto |                                                    |
| Bonderup                    | Langhøj                        | Stenalder (ca. -3950 til -2801)            | Nej                                            | 111866                     | 55°23′30″N 11°27′38″Ø / 55.39155°N 11.46048°Ø | Upload foto |                                                    |
| Bonderup                    | Dysse eller jættestue          | Stenalder (ca. -3950 til -2801)            | Nej                                            | 111866                     | 55°23′30″N 11°27′38″Ø / 55.39155°N 11.46048°Ø | Upload foto |                                                    |
| Bonderup                    | Dysse eller jættestue          | Stenalder (ca. -3950 til -2801)            | Nej                                            | 111866                     | 55°23′30″N 11°27′38″Ø / 55.39155°N 11.46048°Ø | Upload foto |                                                    |
| Bonderup Skov               | Langhøj                        | Stenalder (ca. -3950 til -2801)            | Nej                                            | 111865                     | 55°23′30″N 11°27′37″Ø / 55.39159°N 11.46023°Ø | Upload foto |                                                    |
| Bonderup Skov               | Dysse eller jættestue          | Stenalder (ca. -3950 til -2801)            | Nej                                            | 111865                     | 55°23′30″N 11°27′37″Ø / 55.39159°N 11.46023°Ø | Upload foto |                                                    |
| Borhøj                      | Rundhøj                        | Oldtid (ca. -250000 til 1066)              | Nej                                            | 111096                     | 55°27′37″N 11°15′35″Ø / 55.46028°N 11.25959°Ø | Upload foto |                                                    |
| Borreby                     | Rundhøj                        | Stenalder (ca. -3950 til -2801)            | Nej                                            | 111765                     | 55°13′30″N 11°18′13″Ø / 55.22493°N 11.30362°Ø | Upload foto |                                                    |
| Borreby                     | Dysse eller jættestue          | Stenalder (ca. -3950 til -2801)            | Nej                                            | 111765                     | 55°13′30″N 11°18′13″Ø / 55.22493°N 11.30362°Ø | Upload foto |                                                    |
| Borreby voldgrave           | Borg/Voldsted                  | Middelalder (ca. 1067 til 1535)            | Nej                                            | 190348                     | 55°13′56″N 11°17′25″Ø / 55.23218°N 11.29024°Ø | Upload foto |                                                    |
| Borreby voldgrave           | Vandfyldt grav                 | Historisk Tid (ca. 1067 til 2009)          | Nej                                            | 190348                     | 55°13′56″N 11°17′25″Ø / 55.23218°N 11.29024°Ø | Upload foto |                                                    |
| Borreby voldgrave           | Herregårdsanlæg/Slot           | Middelalder (ca. 1067 til 1535)            | Nej                                            | 190348                     | 55°13′56″N 11°17′25″Ø / 55.23218°N 11.29024°Ø | Upload foto |                                                    |
| Borren                      | Borg/Voldsted                  | Historisk Tid (ca. 1067 til 2009)          | Nej                                            | 111798                     | 55°13′46″N 11°17′13″Ø / 55.22957°N 11.28699°Ø | Upload foto |                                                    |
| Brakhøj                     | Rundhøj                        | Oldtid (ca. -250000 til 1066)              | Nej                                            | 111757                     | 55°13′15″N 11°18′41″Ø / 55.22082°N 11.31143°Ø | Upload foto |                                                    |
| Brandsbjærg                 | Rundhøj                        | Stenalder (ca. -3950 til -2801)            | Nej                                            | 111412                     | 55°21′25″N 11°12′38″Ø / 55.35681°N 11.21055°Ø | Upload foto |                                                    |
| Brandsbjærg                 | Dysse eller jættestue          | Stenalder (ca. -3950 til -2801)            | Nej                                            | 111412                     | 55°21′25″N 11°12′38″Ø / 55.35681°N 11.21055°Ø | Upload foto |                                                    |
| Brandsbjærg                 | Rundhøj                        | Oldtid (ca. -250000 til 1066)              | Nej                                            | 111424                     | 55°21′24″N 11°12′44″Ø / 55.35653°N 11.21229°Ø | Upload foto |                                                    |
| Brededysse                  | Rundhøj                        | Stenalder (ca. -3950 til -2801)            | Nej                                            | 111119                     | 55°25′58″N 11°13′49″Ø / 55.43286°N 11.23027°Ø | Upload foto |                                                    |
| Brededysse                  | Dysse eller jættestue          | Stenalder (ca. -3950 til -2801)            | Nej                                            | 111119                     | 55°25′58″N 11°13′49″Ø / 55.43286°N 11.23027°Ø | Upload foto |                                                    |
| Brededysse                  | Dysse eller jættestue          | Stenalder (ca. -3950 til -2801)            | Nej                                            | 111119                     | 55°25′58″N 11°13′49″Ø / 55.43286°N 11.23027°Ø | Upload foto |                                                    |
| Brededysse                  | Helleristning/billedsten       | Bronzealder (ca. -1700 til -501)           | Nej                                            | 111119                     | 55°25′58″N 11°13′49″Ø / 55.43286°N 11.23027°Ø | Upload foto |                                                    |
| Bredshøj                    | Rundhøj                        | Oldtid (ca. -250000 til 1066)              | Nej                                            | 111902                     | 55°13′51″N 11°20′33″Ø / 55.23070°N 11.34250°Ø | Upload foto |                                                    |
| Brorup                      | Vildtbaneafmærkning            | Nyere tid (ca. 1661 til 2009)              | Nej                                            | 124810                     | 55°26′39″N 11°19′46″Ø / 55.44419°N 11.32952°Ø | Upload foto |                                                    |
| Brændestensdyssen           | Langhøj                        | Stenalder (ca. -3950 til -2801)            | Nej                                            | 111554                     | 55°15′48″N 11°19′43″Ø / 55.26324°N 11.32872°Ø | Upload foto |                                                    |
| Brændestensdyssen           | Dysse eller jættestue          | Stenalder (ca. -3950 til -2801)            | Nej                                            | 111554                     | 55°15′48″N 11°19′43″Ø / 55.26324°N 11.32872°Ø | Upload foto |                                                    |
| Brændestensgd.              | Langhøj                        | Stenalder (ca. -3950 til -2801)            | Nej                                            | 111553                     | 55°15′50″N 11°19′35″Ø / 55.26386°N 11.32646°Ø | Upload foto |                                                    |
| Brændestensgd.              | Dysse eller jættestue          | Stenalder (ca. -3950 til -2801)            | Nej                                            | 111553                     | 55°15′50″N 11°19′35″Ø / 55.26386°N 11.32646°Ø | Upload foto |                                                    |
| Brændestensgd.              | Dysse eller jættestue          | Stenalder (ca. -3950 til -2801)            | Nej                                            | 111553                     | 55°15′50″N 11°19′35″Ø / 55.26386°N 11.32646°Ø | Upload foto |                                                    |
| Buskerød Skov               | Rundhøj                        | Oldtid (ca. -250000 til 1066)              | Nej                                            | 111648                     | 55°13′02″N 11°28′34″Ø / 55.21709°N 11.47605°Ø | Upload foto |                                                    |
| Buskerød Skov               | Rundhøj                        | Oldtid (ca. -250000 til 1066)              | Nej                                            | 111649                     | 55°12′57″N 11°28′25″Ø / 55.21574°N 11.47372°Ø | Upload foto |                                                    |
| Byøsterlangegård            | Vildtbaneafmærkning            | Nyere tid (ca. 1661 til 2009)              | Nej                                            | 124806                     | 55°16′32″N 11°24′30″Ø / 55.27565°N 11.40838°Ø | Upload foto |                                                    |
| Bødstrup                    | Langhøj                        | Stenalder (ca. -3950 til -2801)            | Nej                                            | 111861                     | 55°22′30″N 11°25′29″Ø / 55.37491°N 11.42475°Ø | Upload foto |                                                    |
| Charlottendal Skov Afd.140. | Langhøj                        | Stenalder (ca. -3950 til -2801)            | Nej                                            | 111317                     | 55°23′14″N 11°24′47″Ø / 55.38723°N 11.41304°Ø | Upload foto |                                                    |
| Charlottendal Skov Afd.140. | Dysse eller jættestue          | Stenalder (ca. -3950 til -2801)            | Nej                                            | 111317                     | 55°23′14″N 11°24′47″Ø / 55.38723°N 11.41304°Ø | Upload foto |                                                    |
| Charlottendal Skov Afd.140. | Dysse eller jættestue          | Stenalder (ca. -3950 til -2801)            | Nej                                            | 111317                     | 55°23′14″N 11°24′47″Ø / 55.38723°N 11.41304°Ø | Upload foto |                                                    |
| Det graa Faar               | Dysse eller jættestue          | Stenalder (ca. -3950 til -2801)            | Nej                                            | 111320                     | 55°23′52″N 11°26′26″Ø / 55.39776°N 11.44066°Ø | Upload foto |                                                    |
| Djævelsrød                  | Dysse eller jættestue          | Stenalder (ca. -3950 til -2801)            | Nej                                            | 111241                     | 55°25′01″N 11°28′29″Ø / 55.41686°N 11.47479°Ø | Upload foto |                                                    |
| Egerup                      | Langhøj                        | Stenalder (ca. -3950 til -2801)            | Nej                                            | 110921                     | 55°16′47″N 11°15′19″Ø / 55.27974°N 11.25525°Ø | Upload foto |                                                    |
| Egerup                      | Dysse eller jættestue          | Stenalder (ca. -3950 til -2801)            | Nej                                            | 110921                     | 55°16′47″N 11°15′19″Ø / 55.27974°N 11.25525°Ø | Upload foto |                                                    |
| Egholm Ø                    | Sagnsten                       | Historisk Tid (ca. 1067 til 2009)          | Nej                                            | 166028                     | 55°14′46″N 11°10′16″Ø / 55.24622°N 11.17113°Ø | Upload foto |                                                    |
| Egitslevmagle               | Rundhøj                        | Oldtid (ca. -250000 til 1066)              | Nej                                            | 111572                     | 55°16′45″N 11°22′01″Ø / 55.27904°N 11.36690°Ø | Upload foto |                                                    |
| Egitslevmagle               | Rundhøj                        | Oldtid (ca. -250000 til 1066)              | Nej                                            | 111573                     | 55°16′43″N 11°22′08″Ø / 55.27874°N 11.36879°Ø | Upload foto |                                                    |
| Erdrup                      | Vildtbaneafmærkning            | Nyere tid (ca. 1661 til 2009)              | Nej                                            | 124264                     | 55°19′19″N 11°17′29″Ø / 55.32197°N 11.29129°Ø | Upload foto |                                                    |
| Espe                        | Rundhøj                        | Oldtid (ca. -3950 til -501)                | Nej                                            | 110939                     | 55°17′08″N 11°14′13″Ø / 55.28560°N 11.23693°Ø | Upload foto |                                                    |
| Espe                        | Stenkiste                      | Oldtid (ca. -3950 til -501)                | Nej                                            | 110939                     | 55°17′08″N 11°14′13″Ø / 55.28560°N 11.23693°Ø | Upload foto |                                                    |
| Espe                        | Rundhøj                        | Oldtid (ca. -250000 til 1066)              | Nej                                            | 110944                     | 55°17′31″N 11°13′30″Ø / 55.29181°N 11.22511°Ø | Upload foto |                                                    |
| Espe                        | Rundhøj                        | Oldtid (ca. -250000 til 1066)              | Nej                                            | 110945                     | 55°17′35″N 11°13′31″Ø / 55.29311°N 11.22531°Ø | Upload foto |                                                    |
| Espe Hovedgård              | Langhøj                        | Stenalder (ca. -3950 til -2801)            | Nej                                            | 110929                     | 55°17′19″N 11°13′53″Ø / 55.28865°N 11.23125°Ø | Upload foto |                                                    |
| Espe Hovedgård              | Dysse eller jættestue          | Stenalder (ca. -3950 til -2801)            | Nej                                            | 110929                     | 55°17′19″N 11°13′53″Ø / 55.28865°N 11.23125°Ø | Upload foto |                                                    |
| Falkensten Skov             | Rundhøj                        | Oldtid (ca. -250000 til 1066)              | Nej                                            | 111867                     | 55°22′55″N 11°26′30″Ø / 55.38191°N 11.44176°Ø | Upload foto |                                                    |
| Falkensten Skov             | Langhøj                        | Stenalder (ca. -3950 til -2801)            | Nej                                            | 111868                     | 55°23′05″N 11°26′57″Ø / 55.38482°N 11.44929°Ø | Upload foto |                                                    |
| Femhøj                      | Rundhøj                        | Oldtid (ca. -250000 til 1066)              | Nej                                            | 110975                     | 55°18′13″N 11°14′03″Ø / 55.30361°N 11.23417°Ø | Upload foto |                                                    |
| Femhøj                      | Rundhøj                        | Oldtid (ca. -250000 til 1066)              | Nej                                            | 110976                     | 55°18′12″N 11°14′03″Ø / 55.30327°N 11.23418°Ø | Upload foto |                                                    |
| Femhøj                      | Rundhøj                        | Oldtid (ca. -250000 til 1066)              | Nej                                            | 110977                     | 55°18′11″N 11°14′04″Ø / 55.30294°N 11.23432°Ø | Upload foto |                                                    |
| Femhøj                      | Rundhøj                        | Oldtid (ca. -250000 til 1066)              | Nej                                            | 110978                     | 55°18′09″N 11°14′05″Ø / 55.30262°N 11.23463°Ø | Upload foto |                                                    |
| Fugleagergård               | Vildtbaneafmærkning            | Nyere tid (ca. 1661 til 2009)              | Nej                                            | 126803                     | 55°26′42″N 11°16′55″Ø / 55.44512°N 11.28190°Ø | Upload foto |                                                    |
| Fårdrupvej 4                | Vildtbaneafmærkning            | Nyere tid (ca. 1661 til 2009)              | Nej                                            | 112292                     | 55°19′05″N 11°21′12″Ø / 55.31795°N 11.35324°Ø | Upload foto |                                                    |
| Fårdrupvej 4                | Vildtbaneafmærkning            | Nyere tid (ca. 1661 til 2009)              | Nej                                            | 112302                     | 55°19′05″N 11°21′12″Ø / 55.31793°N 11.35332°Ø | Upload foto |                                                    |
| Fårdrupvej 4                | Vildtbaneafmærkning            | Nyere tid (ca. 1661 til 2009)              | Nej                                            | 112304                     | 55°19′05″N 11°21′12″Ø / 55.31799°N 11.35322°Ø | Upload foto |                                                    |
| Fårdrupvej 4                | Vildtbaneafmærkning            | Nyere tid (ca. 1661 til 2009)              | Nej                                            | 112305                     | 55°19′05″N 11°21′11″Ø / 55.31799°N 11.35302°Ø | Upload foto |                                                    |
| Faarentofte                 | Rundhøj                        | Oldtid (ca. -250000 til 1066)              | Nej                                            | 111732                     | 55°13′22″N 11°15′54″Ø / 55.22280°N 11.26492°Ø | Upload foto |                                                    |
| Gadehøj                     | Langhøj                        | Stenalder (ca. -3950 til -2801)            | Nej                                            | 111729                     | 55°13′46″N 11°16′17″Ø / 55.22951°N 11.27126°Ø | Upload foto |                                                    |
| Galgebakke                  | Begravelse, uspec undergruppe  | Bronzealder (ca. -1100 til -901)           | Nej                                            | 111345                     | 55°22′35″N 11°20′07″Ø / 55.37628°N 11.33534°Ø | Upload foto |                                                    |
| Galgebakke                  | Bautasten                      | Bronzealder (ca. -900 til -701)            | Nej                                            | 111345                     | 55°22′35″N 11°20′07″Ø / 55.37628°N 11.33534°Ø | Upload foto |                                                    |
| Galgebakke                  | Gravrøse                       | Jernalder (ca. 375 til 749)                | Nej                                            | 111345                     | 55°22′35″N 11°20′07″Ø / 55.37628°N 11.33534°Ø | Upload foto |                                                    |
| Galgebakke                  | Urnegrav (uspecificeret type)  | Bronzealder (ca. -1100 til -901)           | Nej                                            | 111345                     | 55°22′35″N 11°20′07″Ø / 55.37628°N 11.33534°Ø | Upload foto |                                                    |
| Galgebakke                  | Grube (uspecificeret funktion) | Oldtid (ca. -3950 til -501)                | Nej                                            | 111345                     | 55°22′35″N 11°20′07″Ø / 55.37628°N 11.33534°Ø | Upload foto |                                                    |
| Galgebakke                  | Bautasten                      | Jernalder (ca. 375 til 549)                | Nej                                            | 111345                     | 55°22′35″N 11°20′07″Ø / 55.37628°N 11.33534°Ø | Upload foto |                                                    |
| Galgebakke                  | Gravrøse                       | Bronzealder (ca. -900 til -701)            | Nej                                            | 111345                     | 55°22′35″N 11°20′07″Ø / 55.37628°N 11.33534°Ø | Upload foto |                                                    |
| Galgebakke                  | Kogegrube                      | Bronzealder (ca. -1100 til -901)           | Nej                                            | 111345                     | 55°22′35″N 11°20′07″Ø / 55.37628°N 11.33534°Ø | Upload foto |                                                    |
| Galgebakke                  | Rettersted                     | Historisk Tid (ca. 1067 til 2009)          | Nej                                            | 111345                     | 55°22′35″N 11°20′07″Ø / 55.37628°N 11.33534°Ø | Upload foto |                                                    |
| Galgebakke                  | Rundhøj                        | Bronzealder (ca. -900 til -701)            | Nej                                            | 111345                     | 55°22′35″N 11°20′07″Ø / 55.37628°N 11.33534°Ø | Upload foto |                                                    |
| Galgebakke                  | Kultanlæg                      | Bronzealder (ca. -1100 til -901)           | Nej                                            | 111345                     | 55°22′35″N 11°20′07″Ø / 55.37628°N 11.33534°Ø | Upload foto |                                                    |
| Galgebakke                  | Rundhøj                        | Bronzealder (ca. -1100 til -901)           | Nej                                            | 111345                     | 55°22′35″N 11°20′07″Ø / 55.37628°N 11.33534°Ø | Upload foto |                                                    |
| Galgebakke                  | Rundhøj                        | Jernalder (ca. 375 til 549)                | Nej                                            | 111345                     | 55°22′35″N 11°20′07″Ø / 55.37628°N 11.33534°Ø | Upload foto |                                                    |
| Gerdrup                     | Rundhøj                        | Oldtid (ca. -3950 til -501)                | Nej                                            | 111577                     | 55°16′39″N 11°18′29″Ø / 55.27756°N 11.30796°Ø | Upload foto |                                                    |
| Gerdrup                     | Stenbygget grav                | Oldtid (ca. -3950 til -501)                | Nej                                            | 111577                     | 55°16′39″N 11°18′29″Ø / 55.27756°N 11.30796°Ø | Upload foto |                                                    |
| Gerdrup                     | Langhøj                        | Stenalder (ca. -3950 til -2801)            | Nej                                            | 111583                     | 55°16′26″N 11°18′22″Ø / 55.27394°N 11.30606°Ø | Upload foto |                                                    |
| Gerdrup                     | Dysse eller jættestue          | Stenalder (ca. -3950 til -2801)            | Nej                                            | 111583                     | 55°16′26″N 11°18′22″Ø / 55.27394°N 11.30606°Ø | Upload foto |                                                    |
| Gerdrup                     | Rundhøj                        | Oldtid (ca. -250000 til 1066)              | Nej                                            | 111584                     | 55°16′43″N 11°18′21″Ø / 55.27868°N 11.30594°Ø | Upload foto |                                                    |
| Gerdrup                     | Langhøj                        | Stenalder (ca. -3950 til -2801)            | Nej                                            | 111585                     | 55°16′44″N 11°18′23″Ø / 55.27901°N 11.30629°Ø | Upload foto |                                                    |
| Gerdrup                     | Dysse                          | Stenalder (ca. -3950 til -2801)            | Nej                                            | 111585                     | 55°16′44″N 11°18′23″Ø / 55.27901°N 11.30629°Ø | Upload foto |                                                    |
| Gerdrup                     | Rundhøj                        | Oldtid (ca. -250000 til 1066)              | Nej                                            | 111586                     | 55°16′43″N 11°18′24″Ø / 55.27849°N 11.30661°Ø | Upload foto |                                                    |
| Gerdrup                     | Vildtbaneafmærkning            | Nyere tid (ca. 1661 til 2009)              | Nej                                            | 124815                     | 55°16′46″N 11°18′47″Ø / 55.27937°N 11.31305°Ø | Upload foto |                                                    |
| Gerdrup                     | Vildtbaneafmærkning            | Nyere tid (ca. 1661 til 2009)              | Nej                                            | 124816                     | 55°16′48″N 11°18′48″Ø / 55.27992°N 11.31340°Ø | Upload foto |                                                    |
| Gerdrup Gods                | Vildtbaneafmærkning            | Nyere tid (ca. 1661 til 2009)              | Nej                                            | 124814                     | 55°16′45″N 11°18′47″Ø / 55.27918°N 11.31296°Ø | Upload foto |                                                    |
| Gerlev                      | Langhøj                        | Stenalder (ca. -3950 til -2801)            | Nej                                            | 111007                     | 55°21′27″N 11°18′12″Ø / 55.35758°N 11.30346°Ø | Upload foto |                                                    |
| Gerlev                      | Dysse eller jættestue          | Stenalder (ca. -3950 til -2801)            | Nej                                            | 111007                     | 55°21′27″N 11°18′12″Ø / 55.35758°N 11.30346°Ø | Upload foto |                                                    |
| Gerlev                      | Bosættelse, uspec undergruppe  | Stenalder (ca. -3950 til -2801)            | Nej                                            | 111007                     | 55°21′27″N 11°18′12″Ø / 55.35758°N 11.30346°Ø | Upload foto |                                                    |
| Gerlev                      | Rundhøj                        | Oldtid (ca. -250000 til 1066)              | Nej                                            | 111013                     | 55°20′46″N 11°20′19″Ø / 55.34612°N 11.33868°Ø | Upload foto |                                                    |
| Gerlev                      | Mindesmærke                    | Nyere tid (ca. 1940 til 1945)              | Nej                                            | 111013                     | 55°20′46″N 11°20′19″Ø / 55.34612°N 11.33868°Ø | Upload foto |                                                    |
| Gimlinge                    | Dysse eller jættestue          | Stenalder (ca. -3950 til -2801)            | Nej                                            | 111610                     | 55°19′16″N 11°25′50″Ø / 55.32114°N 11.43068°Ø | Upload foto |                                                    |
| Gjerdselhaven               | Langhøj                        | Stenalder (ca. -3950 til -2801)            | Nej                                            | 111731                     | 55°12′34″N 11°15′22″Ø / 55.20944°N 11.25616°Ø | Upload foto |                                                    |
| Gjerdselhaven               | Dysse eller jættestue          | Stenalder (ca. -3950 til -2801)            | Nej                                            | 111731                     | 55°12′34″N 11°15′22″Ø / 55.20944°N 11.25616°Ø | Upload foto |                                                    |
| Gjærdrup                    | Langhøj                        | Stenalder (ca. -3950 til -2801)            | Nej                                            | 192986                     | 55°16′26″N 11°18′22″Ø / 55.27394°N 11.30611°Ø | Upload foto |                                                    |
| Gjærdrup                    | Dysse eller jættestue          | Stenalder (ca. -3950 til -2801)            | Nej                                            | 192986                     | 55°16′26″N 11°18′22″Ø / 55.27394°N 11.30611°Ø | Upload foto |                                                    |
| Glohøj                      | Rundhøj                        | Oldtid (ca. -250000 til 1066)              | Nej                                            | 111135                     | 55°25′08″N 11°13′53″Ø / 55.41884°N 11.23151°Ø | Upload foto |                                                    |
| Glænø                       | Langhøj                        | Stenalder (ca. -3950 til -2801)            | Nej                                            | 111931                     | 55°11′23″N 11°26′34″Ø / 55.18965°N 11.44265°Ø | Upload foto |                                                    |
| Glænø                       | Dysse eller jættestue          | Stenalder (ca. -3950 til -2801)            | Nej                                            | 111931                     | 55°11′23″N 11°26′34″Ø / 55.18965°N 11.44265°Ø | Upload foto |                                                    |
| Graus Høj                   | Rundhøj                        | Oldtid (ca. -250000 til 1066)              | Nej                                            | 111123                     | 55°26′16″N 11°17′15″Ø / 55.43772°N 11.28756°Ø | Upload foto |                                                    |
| Grimskærdysse               | Rundhøj                        | Stenalder (ca. -3950 til -2801)            | Nej                                            | 111114                     | 55°26′53″N 11°15′30″Ø / 55.44810°N 11.25845°Ø | Upload foto |                                                    |
| Grimskærdysse               | Dysse eller jættestue          | Stenalder (ca. -3950 til -2801)            | Nej                                            | 111114                     | 55°26′53″N 11°15′30″Ø / 55.44810°N 11.25845°Ø | Upload foto |                                                    |
| Grøfte                      | Langhøj                        | Stenalder (ca. -3950 til -2801)            | Nej                                            | 111060                     | 55°24′17″N 11°29′52″Ø / 55.40476°N 11.49765°Ø | Upload foto |                                                    |
| Grøfte                      | Dysse eller jættestue          | Stenalder (ca. -3950 til -2801)            | Nej                                            | 111060                     | 55°24′17″N 11°29′52″Ø / 55.40476°N 11.49765°Ø | Upload foto |                                                    |
| Grøfte                      | Dysse eller jættestue          | Stenalder (ca. -3950 til -2801)            | Nej                                            | 111060                     | 55°24′17″N 11°29′52″Ø / 55.40476°N 11.49765°Ø | Upload foto |                                                    |
| Grøfte                      | Langhøj                        | Stenalder (ca. -3950 til -2801)            | Nej                                            | 111069                     | 55°24′20″N 11°29′46″Ø / 55.40549°N 11.49616°Ø | Upload foto |                                                    |
| Grøfte                      | Dysse eller jættestue          | Stenalder (ca. -3950 til -2801)            | Nej                                            | 111069                     | 55°24′20″N 11°29′46″Ø / 55.40549°N 11.49616°Ø | Upload foto |                                                    |
| Grøfte                      | Langhøj                        | Stenalder (ca. -3950 til -2801)            | Nej                                            | 111070                     | 55°24′18″N 11°29′48″Ø / 55.40506°N 11.49680°Ø | Upload foto |                                                    |
| Grøfte                      | Dysse eller jættestue          | Stenalder (ca. -3950 til -2801)            | Nej                                            | 111070                     | 55°24′18″N 11°29′48″Ø / 55.40506°N 11.49680°Ø | Upload foto |                                                    |
| Grøfte                      | Dysse eller jættestue          | Stenalder (ca. -3950 til -2801)            | Nej                                            | 111070                     | 55°24′18″N 11°29′48″Ø / 55.40506°N 11.49680°Ø | Upload foto |                                                    |
| Grøfte                      | Rundhøj                        | Stenalder (ca. -3950 til -2801)            | Nej                                            | 111072                     | 55°24′44″N 11°30′03″Ø / 55.41211°N 11.50097°Ø | Upload foto |                                                    |
| Grøfte                      | Dysse eller jættestue          | Stenalder (ca. -3950 til -2801)            | Nej                                            | 111072                     | 55°24′44″N 11°30′03″Ø / 55.41211°N 11.50097°Ø | Upload foto |                                                    |
| Grøfte                      | Dæmning (uspecificeret)        | Historisk Tid (ca. 1067 til 2009)          | Nej                                            | 169008                     | 55°25′18″N 11°29′59″Ø / 55.42168°N 11.49984°Ø | Upload foto |                                                    |
| Grøfte                      | Gravrøse                       | Oldtid (ca. -1700 til 375)                 | Nej                                            | 169009                     | 55°25′02″N 11°29′54″Ø / 55.41717°N 11.49836°Ø | Upload foto |                                                    |
| Grønhøj                     | Rundhøj                        | Oldtid (ca. -250000 til 1066)              | Nej                                            | 111093                     | 55°27′13″N 11°15′19″Ø / 55.45370°N 11.25540°Ø | Upload foto |                                                    |
| Grønhøj Skov                | Rundhøj                        | Stenalder (ca. -3950 til -2801)            | Nej                                            | 111869                     | 55°23′13″N 11°27′25″Ø / 55.38686°N 11.45705°Ø | Upload foto |                                                    |
| Halskov                     | Skanse                         | Historisk Tid (ca. 1067 til 2009)          | Nej                                            | 150730                     | 55°20′55″N 11°06′09″Ø / 55.34858°N 11.10242°Ø | Upload foto |                                                    |
| Halskov Overdrev            | Langhøj                        | Stenalder (ca. -3950 til -2801)            | Nej                                            | 111174                     | 55°21′28″N 11°06′23″Ø / 55.35772°N 11.10647°Ø | Upload foto |                                                    |
| Halskov Overdrev            | Dysse eller jættestue          | Stenalder (ca. -3950 til -2801)            | Nej                                            | 111174                     | 55°21′28″N 11°06′23″Ø / 55.35772°N 11.10647°Ø | Upload foto |                                                    |
| Halskov Overdrev            | Dysse eller jættestue          | Stenalder (ca. -3950 til -2801)            | Nej                                            | 111174                     | 55°21′28″N 11°06′23″Ø / 55.35772°N 11.10647°Ø | Upload foto |                                                    |
| Halskov Overdrev            | Dysse eller jættestue          | Stenalder (ca. -3950 til -2801)            | Nej                                            | 111174                     | 55°21′28″N 11°06′23″Ø / 55.35772°N 11.10647°Ø | Upload foto |                                                    |
| Hashøj                      | Rundhøj                        | Oldtid (ca. -250000 til 1066)              | Nej                                            | 111344                     | 55°22′29″N 11°20′05″Ø / 55.37475°N 11.33461°Ø | Upload foto |                                                    |
| Heininge                    | Langhøj                        | Stenalder (ca. -3950 til -2801)            | Nej                                            | 111026                     | 55°24′31″N 11°16′28″Ø / 55.40863°N 11.27439°Ø | Upload foto |                                                    |
| Heininge                    | Dysse eller jættestue          | Stenalder (ca. -3950 til -2801)            | Nej                                            | 111026                     | 55°24′31″N 11°16′28″Ø / 55.40863°N 11.27439°Ø | Upload foto |                                                    |
| Herrestrup                  | Borg/Voldsted                  | Middelalder (ca. 1067 til 1535)            | Nej                                            | 111221                     | 55°28′44″N 11°27′07″Ø / 55.47897°N 11.45196°Ø | Upload foto |                                                    |
| Herrestrup                  | Borg/Voldsted                  | Historisk Tid (ca. 1536 til 1799)          | Nej                                            | 111221                     | 55°28′44″N 11°27′07″Ø / 55.47897°N 11.45196°Ø | Upload foto |                                                    |
| Hindhøj                     | Rundhøj                        | Oldtid (ca. -250000 til 1066)              | Nej                                            | 111897                     | 55°13′57″N 11°23′34″Ø / 55.23259°N 11.39278°Ø | Upload foto |                                                    |
| Hindhøj                     | Lystanlæg                      | Nyere tid (ca. 1661 til 2009)              | Nej                                            | 111897                     | 55°13′57″N 11°23′34″Ø / 55.23259°N 11.39278°Ø | Upload foto |                                                    |
| Holger Danskes Begravelse   | Langhøj                        | Stenalder (ca. -3950 til -2801)            | Nej                                            | 111316                     | 55°23′31″N 11°25′00″Ø / 55.39190°N 11.41658°Ø | Upload foto |                                                    |
| Holger Danskes Begravelse   | Dysse eller jættestue          | Stenalder (ca. -3950 til -2801)            | Nej                                            | 111316                     | 55°23′31″N 11°25′00″Ø / 55.39190°N 11.41658°Ø | Upload foto |                                                    |
| Holger Danskes Begravelse   | Dysse eller jættestue          | Stenalder (ca. -3950 til -2801)            | Nej                                            | 111316                     | 55°23′31″N 11°25′00″Ø / 55.39190°N 11.41658°Ø | Upload foto |                                                    |
| Holmstrup                   | Langhøj                        | Stenalder (ca. -3950 til -2801)            | Nej                                            | 111283                     | 55°24′40″N 11°18′11″Ø / 55.41117°N 11.30293°Ø | Upload foto |                                                    |
| Holmstrup                   | Dysse eller jættestue          | Stenalder (ca. -3950 til -2801)            | Nej                                            | 111283                     | 55°24′40″N 11°18′11″Ø / 55.41117°N 11.30293°Ø | Upload foto |                                                    |
| Holsteinborg                | Herregårdsanlæg/Slot           | Historisk Tid (ca. 1067 til 2009)          | Nej                                            | 190351                     | 55°12′53″N 11°27′47″Ø / 55.21465°N 11.46319°Ø | Upload foto |                                                    |
| Holsteinborg                | Vandfyldt grav                 | Historisk Tid (ca. 1067 til 2009)          | Nej                                            | 190351                     | 55°12′53″N 11°27′47″Ø / 55.21465°N 11.46319°Ø | Upload foto |                                                    |
| Holsteinborg                | Skanse                         | Historisk Tid (ca. 1067 til 2009)          | Nej                                            | 190352                     | 55°11′54″N 11°29′36″Ø / 55.19827°N 11.49338°Ø | Upload foto |                                                    |
| Holsteinborg                | Vildtbaneafmærkning            | Nyere tid (ca. 1661 til 2009)              | Nej                                            | 190894                     | 55°12′53″N 11°27′50″Ø / 55.21469°N 11.46377°Ø | Upload foto |                                                    |
| Holten                      | Rundhøj                        | Oldtid (ca. -250000 til 1066)              | Nej                                            | 111744                     | 55°12′22″N 11°15′15″Ø / 55.20605°N 11.25410°Ø | Upload foto |                                                    |
| Holten                      | Langhøj                        | Stenalder (ca. -3950 til -2801)            | Nej                                            | 111746                     | 55°12′02″N 11°15′49″Ø / 55.20059°N 11.26358°Ø | Upload foto |                                                    |
| Holten                      | Rundhøj                        | Oldtid (ca. -250000 til 1066)              | Nej                                            | 120586                     | 55°13′02″N 11°14′29″Ø / 55.21727°N 11.24128°Ø | Upload foto |                                                    |
| Horsedysse                  | Rundhøj                        | Stenalder (ca. -3950 til -2801)            | Nej                                            | 111089                     | 55°26′57″N 11°14′21″Ø / 55.44924°N 11.23912°Ø | Upload foto |                                                    |
| Horsedysse                  | Langhøj                        | Stenalder (ca. -3950 til -2801)            | Nej                                            | 111089                     | 55°26′57″N 11°14′21″Ø / 55.44924°N 11.23912°Ø | Upload foto |                                                    |
| Horsedysse                  | Dysse eller jættestue          | Stenalder (ca. -3950 til -2801)            | Nej                                            | 111089                     | 55°26′57″N 11°14′21″Ø / 55.44924°N 11.23912°Ø | Upload foto |                                                    |
| Horsedysse                  | Dysse eller jættestue          | Stenalder (ca. -3950 til -2801)            | Nej                                            | 111089                     | 55°26′57″N 11°14′21″Ø / 55.44924°N 11.23912°Ø | Upload foto |                                                    |
| Horsedysse                  | Dysse eller jættestue          | Stenalder (ca. -3950 til -2801)            | Nej                                            | 111089                     | 55°26′57″N 11°14′21″Ø / 55.44924°N 11.23912°Ø | Upload foto |                                                    |
| Hovgårds Banke              | Rundhøj                        | Stenalder (ca. -3950 til -2801)            | Nej                                            | 190279                     | 55°27′24″N 11°30′00″Ø / 55.45665°N 11.50001°Ø | Upload foto |                                                    |
| Hovgårds Banke              | Dysse eller jættestue          | Stenalder (ca. -3950 til -2801)            | Nej                                            | 190279                     | 55°27′24″N 11°30′00″Ø / 55.45665°N 11.50001°Ø | Upload foto |                                                    |
| Hulby                       | Bro                            | Historisk Tid (ca. 1067 til 2009)          | Nej                                            | 124813                     | 55°20′13″N 11°12′56″Ø / 55.33686°N 11.21542°Ø | Upload foto |                                                    |
| Hulehøj                     | Rundhøj                        | Stenalder (ca. -3950 til -2801)            | Nej                                            | 111220                     | 55°29′28″N 11°27′55″Ø / 55.49104°N 11.46533°Ø | Upload foto |                                                    |
| Hulehøj                     | Dysse eller jættestue          | Stenalder (ca. -3950 til -2801)            | Nej                                            | 111220                     | 55°29′28″N 11°27′55″Ø / 55.49104°N 11.46533°Ø | Upload foto |                                                    |
| Humlebjergsdysse            | Langhøj                        | Stenalder (ca. -3950 til -2801)            | Nej                                            | 111083                     | 55°27′18″N 11°13′53″Ø / 55.45503°N 11.23131°Ø | Upload foto |                                                    |
| Humlebjergsdysse            | Dysse eller jættestue          | Stenalder (ca. -3950 til -2801)            | Nej                                            | 111083                     | 55°27′18″N 11°13′53″Ø / 55.45503°N 11.23131°Ø | Upload foto |                                                    |
| Humlebjergsdysse            | Langhøj                        | Stenalder (ca. -3950 til -2801)            | Nej                                            | 111083                     | 55°27′18″N 11°13′53″Ø / 55.45503°N 11.23131°Ø | Upload foto |                                                    |
| Hylledysse                  | Langhøj                        | Stenalder (ca. -3950 til -2801)            | Nej                                            | 111094                     | 55°27′56″N 11°15′28″Ø / 55.46563°N 11.25767°Ø | Upload foto |                                                    |
| Hyllehøj                    | Rundhøj                        | Stenalder (ca. -3950 til -2801)            | Nej                                            | 111143                     | 55°24′35″N 11°13′11″Ø / 55.40986°N 11.21969°Ø | Upload foto |                                                    |
| Hyllehøj                    | Dysse eller jættestue          | Stenalder (ca. -3950 til -2801)            | Nej                                            | 111143                     | 55°24′35″N 11°13′11″Ø / 55.40986°N 11.21969°Ø | Upload foto |                                                    |
| Jonshøj                     | Rundhøj                        | Oldtid (ca. -3950 til -501)                | Nej                                            | 111104                     | 55°26′43″N 11°15′17″Ø / 55.44514°N 11.25474°Ø | Upload foto |                                                    |
| Jonshøj                     | Stenbygget grav                | Oldtid (ca. -3950 til -501)                | Nej                                            | 111104                     | 55°26′43″N 11°15′17″Ø / 55.44514°N 11.25474°Ø | Upload foto |                                                    |
| Kanehøj                     | Rundhøj                        | Oldtid (ca. -250000 til 1066)              | Nej                                            | 111560                     | 55°16′32″N 11°19′49″Ø / 55.27563°N 11.33017°Ø | Upload foto |                                                    |
| Kanehøj                     | Rettersted                     | Historisk Tid (ca. 1067 til 2009)          | Nej                                            | 111560                     | 55°16′32″N 11°19′49″Ø / 55.27563°N 11.33017°Ø | Upload foto |                                                    |
| Kelstrup                    | Langhøj                        | Stenalder (ca. -3950 til -2801)            | Nej                                            | 111126                     | 55°25′29″N 11°13′55″Ø / 55.42476°N 11.23182°Ø | Upload foto |                                                    |
| Kelstrup                    | Dysse eller jættestue          | Stenalder (ca. -3950 til -2801)            | Nej                                            | 111126                     | 55°25′29″N 11°13′55″Ø / 55.42476°N 11.23182°Ø | Upload foto |                                                    |
| Kelstrup                    | Dysse eller jættestue          | Stenalder (ca. -3950 til -2801)            | Nej                                            | 111126                     | 55°25′29″N 11°13′55″Ø / 55.42476°N 11.23182°Ø | Upload foto |                                                    |
| Kelstrup                    | Dysse eller jættestue          | Stenalder (ca. -3950 til -2801)            | Nej                                            | 111126                     | 55°25′29″N 11°13′55″Ø / 55.42476°N 11.23182°Ø | Upload foto |                                                    |
| Kirke Stillinge             | Rundhøj                        | Stenalder (ca. -3950 til -2801)            | Nej                                            | 111112                     | 55°26′40″N 11°15′13″Ø / 55.44453°N 11.25361°Ø | Upload foto |                                                    |
| Kirke Stillinge             | Dysse eller jættestue          | Stenalder (ca. -3950 til -2801)            | Nej                                            | 111112                     | 55°26′40″N 11°15′13″Ø / 55.44453°N 11.25361°Ø | Upload foto |                                                    |
| Kirke Stillinge             | Vildtbaneafmærkning            | Nyere tid (ca. 1661 til 2009)              | Nej                                            | 190275                     | 55°26′20″N 11°17′56″Ø / 55.43900°N 11.29892°Ø | Upload foto |                                                    |
| Kirkerup                    | Langhøj                        | Oldtid (ca. -3950 til -501)                | Nej                                            | 111711                     | 55°22′27″N 11°29′02″Ø / 55.37406°N 11.48380°Ø | Upload foto |                                                    |
| Kirkerup                    | Dysse                          | Stenalder (ca. -3950 til -2801)            | Nej                                            | 111711                     | 55°22′27″N 11°29′02″Ø / 55.37406°N 11.48380°Ø | Upload foto |                                                    |
| Kirkerup                    | Langhøj                        | Stenalder (ca. -3950 til -2801)            | Nej                                            | 111712                     | 55°22′25″N 11°28′48″Ø / 55.37367°N 11.47997°Ø | Upload foto |                                                    |
| Kirkerup                    | Helligkilde                    | Historisk Tid (ca. 1067 til 2009)          | Nej                                            | 190310                     | 55°21′28″N 11°29′38″Ø / 55.35788°N 11.49384°Ø | Upload foto |                                                    |
| Kirke-Stillinge             | Langhøj                        | Stenalder (ca. -3950 til -2801)            | Nej                                            | 111101                     | 55°27′19″N 11°15′22″Ø / 55.45519°N 11.25601°Ø | Upload foto |                                                    |
| Kjellinghøj                 | Rundhøj                        | Oldtid (ca. -3950 til -501)                | Nej                                            | 111405                     | 55°21′13″N 11°09′12″Ø / 55.35368°N 11.15333°Ø | Upload foto |                                                    |
| Kjellinghøj                 | Stenbygget grav                | Oldtid (ca. -3950 til -501)                | Nej                                            | 111405                     | 55°21′13″N 11°09′12″Ø / 55.35368°N 11.15333°Ø | Upload foto |                                                    |
| Kjelstrup                   | Langhøj                        | Stenalder (ca. -3950 til -2801)            | Nej                                            | 111139                     | 55°24′37″N 11°12′17″Ø / 55.41021°N 11.20483°Ø | Upload foto |                                                    |
| Kjelstrup                   | Dysse eller jættestue          | Stenalder (ca. -3950 til -2801)            | Nej                                            | 111139                     | 55°24′37″N 11°12′17″Ø / 55.41021°N 11.20483°Ø | Upload foto |                                                    |
| Kjelstrup                   | Dysse eller jættestue          | Stenalder (ca. -3950 til -2801)            | Nej                                            | 111139                     | 55°24′37″N 11°12′17″Ø / 55.41021°N 11.20483°Ø | Upload foto |                                                    |
| Kjelstrup                   | Bosættelse, uspec undergruppe  | Stenalder (ca. -3950 til -1701)            | Nej                                            | 111139                     | 55°24′37″N 11°12′17″Ø / 55.41021°N 11.20483°Ø | Upload foto |                                                    |
| Kjelstrup                   | Dysse eller jættestue          | Stenalder (ca. -3950 til -2801)            | Nej                                            | 111139                     | 55°24′37″N 11°12′17″Ø / 55.41021°N 11.20483°Ø | Upload foto |                                                    |
| Kjelstrup                   | Rundhøj                        | Stenalder (ca. -3950 til -2801)            | Nej                                            | 111140                     | 55°24′36″N 11°12′18″Ø / 55.41004°N 11.20500°Ø | Upload foto |                                                    |
| Kjelstrup                   | Dysse eller jættestue          | Stenalder (ca. -3950 til -2801)            | Nej                                            | 111140                     | 55°24′36″N 11°12′18″Ø / 55.41004°N 11.20500°Ø | Upload foto |                                                    |
| Kjelstrup                   | Rundhøj                        | Stenalder (ca. -3950 til -2801)            | Nej                                            | 111141                     | 55°24′33″N 11°12′19″Ø / 55.40923°N 11.20536°Ø | Upload foto |                                                    |
| Kjelstrup                   | Dysse eller jættestue          | Stenalder (ca. -3950 til -2801)            | Nej                                            | 111141                     | 55°24′33″N 11°12′19″Ø / 55.40923°N 11.20536°Ø | Upload foto |                                                    |
| Kjelstrup                   | Langhøj                        | Stenalder (ca. -3950 til -2801)            | Nej                                            | 111142                     | 55°24′31″N 11°12′28″Ø / 55.40852°N 11.20788°Ø | Upload foto |                                                    |
| Kjelstrup                   | Dysse eller jættestue          | Stenalder (ca. -3950 til -2801)            | Nej                                            | 111142                     | 55°24′31″N 11°12′28″Ø / 55.40852°N 11.20788°Ø | Upload foto |                                                    |
| Kjelstrup                   | Dysse eller jættestue          | Stenalder (ca. -3950 til -2801)            | Nej                                            | 111142                     | 55°24′31″N 11°12′28″Ø / 55.40852°N 11.20788°Ø | Upload foto |                                                    |
| Knudsrødgaard               | Rundhøj                        | Oldtid (ca. -250000 til 1066)              | Nej                                            | 111078                     | 55°27′36″N 11°12′44″Ø / 55.46013°N 11.21213°Ø | Upload foto |                                                    |
| Knudsrødgaard               | Langhøj                        | Stenalder (ca. -3950 til -2801)            | Nej                                            | 111081                     | 55°27′15″N 11°13′04″Ø / 55.45424°N 11.21765°Ø | Upload foto |                                                    |
| Knudsrødgaard               | Dysse eller jættestue          | Stenalder (ca. -3950 til -2801)            | Nej                                            | 111081                     | 55°27′15″N 11°13′04″Ø / 55.45424°N 11.21765°Ø | Upload foto |                                                    |
| Koldhøj                     | Rundhøj                        | Oldtid (ca. -250000 til 1066)              | Nej                                            | 100697                     | 55°27′37″N 11°18′00″Ø / 55.46015°N 11.29994°Ø | Upload foto |                                                    |
| Kong Slags Dysse            | Langhøj                        | Stenalder (ca. -3950 til -2801)            | Nej                                            | 111294                     | 55°23′28″N 11°18′14″Ø / 55.39124°N 11.30391°Ø | Upload foto |                                                    |
| Kong Slags Dysse            | Dysse eller jættestue          | Stenalder (ca. -3950 til -2801)            | Nej                                            | 111294                     | 55°23′28″N 11°18′14″Ø / 55.39124°N 11.30391°Ø | Upload foto |                                                    |
| Korshøj                     | Rundhøj                        | Oldtid (ca. -250000 til 1066)              | Nej                                            | 111300                     | 55°23′11″N 11°18′17″Ø / 55.38630°N 11.30477°Ø | Upload foto |                                                    |
| Korsør                      | Vildtbaneafmærkning            | Nyere tid (ca. 1661 til 2009)              | Nej                                            | 123225                     | 55°19′31″N 11°08′37″Ø / 55.32530°N 11.14370°Ø | Upload foto |                                                    |
| Korsør                      | Mindesmærke                    | Nyere tid (ca. 1661 til 2009)              | Nej                                            | 123226                     | 55°19′34″N 11°08′32″Ø / 55.32611°N 11.14229°Ø | Upload foto |                                                    |
| Korsør                      | Skanse                         | Historisk Tid (ca. 1067 til 2009)          | Nej                                            | 173089                     | 55°20′06″N 11°08′37″Ø / 55.33495°N 11.14355°Ø | Upload foto |                                                    |
| Korsør Skov                 | Dysse eller jættestue          | Stenalder (ca. -3950 til -2801)            | Nej                                            | 111178                     | 55°18′29″N 11°10′19″Ø / 55.30804°N 11.17207°Ø | Upload foto |                                                    |
| Korsør Skov                 | Helleristning/billedsten       | Bronzealder (ca. -1700 til -501)           | Nej                                            | 111178                     | 55°18′29″N 11°10′19″Ø / 55.30804°N 11.17207°Ø | Upload foto |                                                    |
| Korsør Skov                 | Vildtbaneafmærkning            | Nyere tid (ca. 1750 til 1799)              | Nej                                            | 190326                     | 55°19′22″N 11°11′10″Ø / 55.32276°N 11.18614°Ø | Upload foto |                                                    |
| Korsør Skov                 | Vildtbaneafmærkning            | Nyere tid (ca. 1750 til 1799)              | Nej                                            | 192984                     | 55°19′22″N 11°11′10″Ø / 55.32277°N 11.18602°Ø | Upload foto |                                                    |
| Korsør Slot                 | Borg/Voldsted                  | Middelalder (ca. 1200 til 1399)            | Nej                                            | 150731                     | 55°20′04″N 11°08′14″Ø / 55.33433°N 11.13710°Ø | Upload foto |                                                    |
| Korsør Slot                 | Skanse                         | Nyere tid (ca. 1800 til 1899)              | Nej                                            | 150731                     | 55°20′04″N 11°08′14″Ø / 55.33433°N 11.13710°Ø | Upload foto |                                                    |
| Lammedysse                  | Langhøj                        | Stenalder (ca. -3950 til -2801)            | Nej                                            | 111084                     | 55°27′14″N 11°13′57″Ø / 55.45380°N 11.23250°Ø | Upload foto |                                                    |
| Lammedysse                  | Dysse eller jættestue          | Stenalder (ca. -3950 til -2801)            | Nej                                            | 111084                     | 55°27′14″N 11°13′57″Ø / 55.45380°N 11.23250°Ø | Upload foto |                                                    |
| Lille Frederikslund         | Brønd                          | Historisk Tid (ca. 1067 til 2009)          | Nej                                            | 169011                     | 55°24′25″N 11°28′19″Ø / 55.40706°N 11.47201°Ø | Upload foto |                                                    |
| Loddenhøj                   | Langhøj                        | Stenalder (ca. -3950 til -2801)            | Nej                                            | 111883                     | 55°14′31″N 11°20′27″Ø / 55.24185°N 11.34076°Ø | Upload foto |                                                    |
| Loddenhøj                   | Dysse eller jættestue          | Stenalder (ca. -3950 til -2801)            | Nej                                            | 111883                     | 55°14′31″N 11°20′27″Ø / 55.24185°N 11.34076°Ø | Upload foto |                                                    |
| Lorup                       | Langhøj                        | Stenalder (ca. -3950 til -2801)            | Nej                                            | 111710                     | 55°22′29″N 11°29′00″Ø / 55.37481°N 11.48333°Ø | Upload foto |                                                    |
| Lundeskov                   | Vejkiste                       | Nyere tid (ca. 1661 til 2009)              | Nej                                            | 170952                     | 55°20′32″N 11°28′43″Ø / 55.34217°N 11.47872°Ø | Upload foto |                                                    |
| Lundeskov                   | Vildtbaneafmærkning            | Nyere tid (ca. 1661 til 2009)              | Nej                                            | 190309                     | 55°20′25″N 11°28′43″Ø / 55.34028°N 11.47864°Ø | Upload foto |                                                    |
| Lundforlund                 | Dysse eller jættestue          | Stenalder (ca. -3950 til -2801)            | Nej                                            | 131320                     | 55°19′47″N 11°19′25″Ø / 55.32971°N 11.32352°Ø | Upload foto |                                                    |
| Lyngbygaard                 | Langhøj                        | Stenalder (ca. -3950 til -2801)            | Nej                                            | 111566                     | 55°18′05″N 11°19′38″Ø / 55.30125°N 11.32724°Ø | Upload foto |                                                    |
| Lyngbygaard                 | Dysse eller jættestue          | Stenalder (ca. -3950 til -2801)            | Nej                                            | 111566                     | 55°18′05″N 11°19′38″Ø / 55.30125°N 11.32724°Ø | Upload foto |                                                    |
| Lyngbygaard                 | Rundhøj                        | Oldtid (ca. -250000 til 1066)              | Nej                                            | 111578                     | 55°18′12″N 11°18′09″Ø / 55.30325°N 11.30245°Ø | Upload foto |                                                    |
| Lynghuse                    | Langhøj                        | Stenalder (ca. -3950 til -2801)            | Nej                                            | 111076                     | 55°27′39″N 11°11′46″Ø / 55.46088°N 11.19619°Ø | Upload foto |                                                    |
| Lynghuse                    | Dysse eller jættestue          | Stenalder (ca. -3950 til -2801)            | Nej                                            | 111076                     | 55°27′39″N 11°11′46″Ø / 55.46088°N 11.19619°Ø | Upload foto |                                                    |
| Maglehøj Mark               | Dysse eller jættestue          | Stenalder (ca. -3950 til -2801)            | Nej                                            | 111265                     | 55°25′31″N 11°17′31″Ø / 55.42520°N 11.29205°Ø | Upload foto |                                                    |
| Maglehøj Mark               | Langhøj                        | Stenalder (ca. -3950 til -2801)            | Nej                                            | 111266                     | 55°25′29″N 11°17′36″Ø / 55.42469°N 11.29336°Ø | Upload foto |                                                    |
| Maglehøj Mark               | Dysse eller jættestue          | Stenalder (ca. -3950 til -2801)            | Nej                                            | 111266                     | 55°25′29″N 11°17′36″Ø / 55.42469°N 11.29336°Ø | Upload foto |                                                    |
| Maglehøj Mark               | Rundhøj                        | Stenalder (ca. -3950 til -2801)            | Nej                                            | 111267                     | 55°25′27″N 11°17′34″Ø / 55.42426°N 11.29286°Ø | Upload foto |                                                    |
| Maglehøj Mark               | Langhøj                        | Stenalder (ca. -3950 til -2801)            | Nej                                            | 111267                     | 55°25′27″N 11°17′34″Ø / 55.42426°N 11.29286°Ø | Upload foto |                                                    |
| Maglehøj Mark               | Dysse eller jættestue          | Stenalder (ca. -3950 til -2801)            | Nej                                            | 111267                     | 55°25′27″N 11°17′34″Ø / 55.42426°N 11.29286°Ø | Upload foto |                                                    |
| Marthas kilde               | Helligkilde                    | Historisk Tid (ca. 1067 til 2009)          | Nej                                            | 190328                     | 55°17′03″N 11°28′08″Ø / 55.28414°N 11.46877°Ø | Upload foto |                                                    |
| Møllehøi                    | Rundhøj                        | Stenalder (ca. -3950 til -2801)            | Nej                                            | 100724                     | 55°27′26″N 11°19′24″Ø / 55.45725°N 11.32333°Ø | Upload foto |                                                    |
| Møllehøi                    | Dysse eller jættestue          | Stenalder (ca. -3950 til -2801)            | Nej                                            | 100724                     | 55°27′26″N 11°19′24″Ø / 55.45725°N 11.32333°Ø | Upload foto |                                                    |
| Mørkhøj                     | Dysse                          | Stenalder (ca. -3950 til -2801)            | Nej                                            | 190278                     | 55°27′29″N 11°30′05″Ø / 55.45806°N 11.50136°Ø | Upload foto |                                                    |
| Neble                       | Rundhøj                        | Oldtid (ca. -3950 til -501)                | Nej                                            | 110958                     | 55°18′45″N 11°15′26″Ø / 55.31256°N 11.25729°Ø | Upload foto |                                                    |
| Neble                       | Stenkiste                      | Oldtid (ca. -1100 til 375)                 | Nej                                            | 110958                     | 55°18′45″N 11°15′26″Ø / 55.31256°N 11.25729°Ø | Upload foto |                                                    |
| Neble                       | Rundhøj                        | Stenalder (ca. -3950 til -2801)            | Nej                                            | 110959                     | 55°18′42″N 11°15′27″Ø / 55.31168°N 11.25757°Ø | Upload foto |                                                    |
| Neble                       | Dysse eller jættestue          | Stenalder (ca. -3950 til -2801)            | Nej                                            | 110959                     | 55°18′42″N 11°15′27″Ø / 55.31168°N 11.25757°Ø | Upload foto |                                                    |
| Nordrup                     | Dysse eller jættestue          | Stenalder (ca. -3950 til -2801)            | Nej                                            | 111226                     | 55°28′25″N 11°25′20″Ø / 55.47359°N 11.42218°Ø | Upload foto |                                                    |
| Nordrup                     | Vildtbaneafmærkning            | Nyere tid (ca. 1661 til 2009)              | Nej                                            | 124809                     | 55°28′57″N 11°24′49″Ø / 55.48261°N 11.41364°Ø | Upload foto |                                                    |
| Nordruplund skov            | Anlæg afventer klassifikation  | Udateret (ca. -250000 til 2009)            | Nej                                            | 190582                     | 55°30′09″N 11°27′06″Ø / 55.50253°N 11.45154°Ø | Upload foto |                                                    |
| Norgaardene                 | Gravrøse                       | Oldtid (ca. -1700 til 375)                 | Nej                                            | 111715                     | 55°14′14″N 11°16′03″Ø / 55.23715°N 11.26737°Ø | Upload foto |                                                    |
| Norgaardene                 | Rundhøj                        | Stenalder (ca. -3950 til -2801)            | Nej                                            | 111716                     | 55°14′03″N 11°15′48″Ø / 55.23405°N 11.26331°Ø | Upload foto |                                                    |
| Norgaardene                 | Dysse eller jættestue          | Stenalder (ca. -3950 til -2801)            | Nej                                            | 111716                     | 55°14′03″N 11°15′48″Ø / 55.23405°N 11.26331°Ø | Upload foto |                                                    |
| Norgaardene                 | Langhøj                        | Stenalder (ca. -3950 til -2801)            | Nej                                            | 111717                     | 55°13′59″N 11°15′58″Ø / 55.23295°N 11.26603°Ø | Upload foto |                                                    |
| Næsby                       | Rundhøj                        | Oldtid (ca. -250000 til 1066)              | Nej                                            | 111149                     | 55°24′06″N 11°13′38″Ø / 55.40174°N 11.22726°Ø | Upload foto |                                                    |
| Næsby                       | Rundhøj                        | Oldtid (ca. -250000 til 1066)              | Nej                                            | 111150                     | 55°24′05″N 11°13′36″Ø / 55.40140°N 11.22661°Ø | Upload foto |                                                    |
| Omø                         | Langhøj                        | Stenalder (ca. -3950 til -2801)            | Nej                                            | 111801                     | 55°09′52″N 11°10′17″Ø / 55.16440°N 11.17138°Ø | Upload foto |                                                    |
| Omø                         | Dysse eller jættestue          | Stenalder (ca. -3950 til -2801)            | Nej                                            | 111801                     | 55°09′52″N 11°10′17″Ø / 55.16440°N 11.17138°Ø | Upload foto |                                                    |
| Oreby                       | Rundhøj                        | Stenalder (ca. -3950 til -2801)            | Nej                                            | 111687                     | 55°15′13″N 11°23′29″Ø / 55.25374°N 11.39143°Ø | Upload foto |                                                    |
| Oreby                       | Dysse eller jættestue          | Stenalder (ca. -3950 til -2801)            | Nej                                            | 111687                     | 55°15′13″N 11°23′29″Ø / 55.25374°N 11.39143°Ø | Upload foto |                                                    |
| Oreby                       | Sagnsten                       | Historisk Tid (ca. 1067 til 2009)          | Nej                                            | 166127                     | 55°15′45″N 11°23′13″Ø / 55.26252°N 11.38706°Ø | Upload foto | Sagnet fortæller, at stenen er kastet af en trold. |
| Pilegaarden                 | Rundhøj                        | Oldtid (ca. -250000 til 1066)              | Nej                                            | 111288                     | 55°23′41″N 11°18′26″Ø / 55.39460°N 11.30729°Ø | Upload foto |                                                    |
| Pine Mølle                  | Mølledæmning                   | Middelalder (ca. 1067 til 1535)            | Nej                                            | 111491                     | 55°23′26″N 11°14′13″Ø / 55.39047°N 11.23700°Ø | Upload foto |                                                    |
| Pine Mølle                  | Bygning                        | Middelalder (ca. 1067 til 1535)            | Nej                                            | 111491                     | 55°23′26″N 11°14′13″Ø / 55.39047°N 11.23700°Ø | Upload foto |                                                    |
| Pine Mølle                  | Vandmølle                      | Middelalder (ca. 1067 til 1535)            | Nej                                            | 111491                     | 55°23′26″N 11°14′13″Ø / 55.39047°N 11.23700°Ø | Upload foto |                                                    |
| Pine Mølle                  | Vejdæmning                     | Middelalder (ca. 1067 til 1535)            | Nej                                            | 111491                     | 55°23′26″N 11°14′13″Ø / 55.39047°N 11.23700°Ø | Upload foto |                                                    |
| Pugehøj                     | Langhøj                        | Stenalder (ca. -3950 til -2801)            | Nej                                            | 111071                     | 55°27′22″N 11°13′49″Ø / 55.45613°N 11.23028°Ø | Upload foto |                                                    |
| Pugehøj                     | Dysse eller jættestue          | Stenalder (ca. -3950 til -2801)            | Nej                                            | 111071                     | 55°27′22″N 11°13′49″Ø / 55.45613°N 11.23028°Ø | Upload foto |                                                    |
| Puslingehøj                 | Rundhøj                        | Oldtid (ca. -3950 til -501)                | Nej                                            | 111312                     | 55°24′30″N 11°24′52″Ø / 55.40834°N 11.41433°Ø | Upload foto |                                                    |
| Puslingehøj                 | Stenbygget grav                | Oldtid (ca. -3950 til -501)                | Nej                                            | 111312                     | 55°24′30″N 11°24′52″Ø / 55.40834°N 11.41433°Ø | Upload foto |                                                    |
| Rolandsdyssen               | Langhøj                        | Stenalder (ca. -3950 til -2801)            | Nej                                            | 111418                     | 55°21′32″N 11°11′41″Ø / 55.35887°N 11.19467°Ø | Upload foto |                                                    |
| Rovbjærg                    | Rundhøj                        | Oldtid (ca. -3950 til -501)                | Nej                                            | 110950                     | 55°18′23″N 11°15′28″Ø / 55.30627°N 11.25766°Ø | Upload foto |                                                    |
| Rude Fredskov               | Rundhøj                        | Oldtid (ca. -250000 til 1066)              | Nej                                            | 111632                     | 55°12′59″N 11°29′12″Ø / 55.21633°N 11.48677°Ø | Upload foto |                                                    |
| Rude Fredskov               | Rundhøj                        | Oldtid (ca. -250000 til 1066)              | Nej                                            | 111636                     | 55°12′55″N 11°29′18″Ø / 55.21519°N 11.48838°Ø | Upload foto |                                                    |
| Rude Fredskov               | Rundhøj                        | Stenalder (ca. -3950 til -2801)            | Nej                                            | 111641                     | 55°12′56″N 11°29′19″Ø / 55.21554°N 11.48861°Ø | Upload foto |                                                    |
| Rude Fredskov               | Dysse                          | Stenalder (ca. -3950 til -2801)            | Nej                                            | 111641                     | 55°12′56″N 11°29′19″Ø / 55.21554°N 11.48861°Ø | Upload foto |                                                    |
| Rude Fredskov               | Rundhøj                        | Oldtid (ca. -250000 til 1066)              | Nej                                            | 111642                     | 55°12′57″N 11°29′09″Ø / 55.21595°N 11.48593°Ø | Upload foto |                                                    |
| Rude Fredskov               | Rundhøj                        | Stenalder (ca. -3950 til -2801)            | Nej                                            | 111644                     | 55°13′01″N 11°29′14″Ø / 55.21705°N 11.48718°Ø | Upload foto |                                                    |
| Rude Fredskov               | Dysse eller jættestue          | Stenalder (ca. -3950 til -2801)            | Nej                                            | 111644                     | 55°13′01″N 11°29′14″Ø / 55.21705°N 11.48718°Ø | Upload foto |                                                    |
| Rude Fredskov               | Rundhøj                        | Oldtid (ca. -250000 til 1066)              | Nej                                            | 111645                     | 55°13′04″N 11°29′08″Ø / 55.21786°N 11.48542°Ø | Upload foto |                                                    |
| Rude Fredskov               | Rundhøj                        | Oldtid (ca. -250000 til 1066)              | Nej                                            | 111646                     | 55°13′04″N 11°29′09″Ø / 55.21764°N 11.48592°Ø | Upload foto |                                                    |
| Rude Fredskov               | Rundhøj                        | Stenalder (ca. -3950 til -2801)            | Nej                                            | 111647                     | 55°13′12″N 11°29′26″Ø / 55.22004°N 11.49060°Ø | Upload foto |                                                    |
| Rude Fredskov               | Dysse eller jættestue          | Stenalder (ca. -3950 til -2801)            | Nej                                            | 111647                     | 55°13′12″N 11°29′26″Ø / 55.22004°N 11.49060°Ø | Upload foto |                                                    |
| Rude Fredskov               | Langhøj                        | Stenalder (ca. -3950 til -2801)            | Nej                                            | 111650                     | 55°13′17″N 11°28′51″Ø / 55.22152°N 11.48076°Ø | Upload foto |                                                    |
| Rude Fredskov               | Langhøj                        | Stenalder (ca. -3950 til -2801)            | Nej                                            | 111651                     | 55°13′26″N 11°29′23″Ø / 55.22380°N 11.48983°Ø | Upload foto |                                                    |
| Rude Fredskov               | Rundhøj                        | Oldtid (ca. -250000 til 1066)              | Nej                                            | 111653                     | 55°13′50″N 11°28′57″Ø / 55.23048°N 11.48260°Ø | Upload foto |                                                    |
| Rævebanken                  | Rundhøj                        | Stenalder (ca. -3950 til -2801)            | Nej                                            | 111338                     | 55°21′33″N 11°18′23″Ø / 55.35914°N 11.30652°Ø | Upload foto |                                                    |
| Rævebanken                  | Dysse eller jættestue          | Stenalder (ca. -3950 til -2801)            | Nej                                            | 111338                     | 55°21′33″N 11°18′23″Ø / 55.35914°N 11.30652°Ø | Upload foto |                                                    |
| Rørdysse                    | Langhøj                        | Stenalder (ca. -3950 til -2801)            | Nej                                            | 111122                     | 55°25′43″N 11°13′13″Ø / 55.42868°N 11.22028°Ø | Upload foto |                                                    |
| Rørdysse                    | Dysse eller jættestue          | Stenalder (ca. -3950 til -2801)            | Nej                                            | 111122                     | 55°25′43″N 11°13′13″Ø / 55.42868°N 11.22028°Ø | Upload foto |                                                    |
| Rørdysse                    | Dysse eller jættestue          | Stenalder (ca. -3950 til -2801)            | Nej                                            | 111122                     | 55°25′43″N 11°13′13″Ø / 55.42868°N 11.22028°Ø | Upload foto |                                                    |
| Rørdysse                    | Dysse eller jættestue          | Stenalder (ca. -3950 til -2801)            | Nej                                            | 111122                     | 55°25′43″N 11°13′13″Ø / 55.42868°N 11.22028°Ø | Upload foto |                                                    |
| Saltstenen                  | Rundhøj                        | Oldtid (ca. -250000 til 1066)              | Nej                                            | 111152                     | 55°23′28″N 11°13′29″Ø / 55.39107°N 11.22481°Ø | Upload foto |                                                    |
| Saltstenen                  | Bautasten                      | Oldtid (ca. -250000 til 1066)              | Nej                                            | 111152                     | 55°23′28″N 11°13′29″Ø / 55.39107°N 11.22481°Ø | Upload foto |                                                    |
| Saltstenen                  | Stenkiste                      | Stenalder (ca. -2350 til -1701)            | Nej                                            | 111152                     | 55°23′28″N 11°13′29″Ø / 55.39107°N 11.22481°Ø | Upload foto |                                                    |
| Sankt Mikkels               | Vildtbaneafmærkning            | Nyere tid (ca. 1661 til 2009)              | Nej                                            | 190274                     | 55°26′04″N 11°18′14″Ø / 55.43451°N 11.30388°Ø | Upload foto |                                                    |
| Sankt Mikkels Landsogn      | Bro                            | Udateret (ca. -250000 til 2009)            | Nej                                            | 195411                     | 55°25′01″N 11°24′42″Ø / 55.41696°N 11.41175°Ø | Upload foto |                                                    |
| Sct. Hans kilde             | Helligkilde                    | Historisk Tid (ca. 1067 til 2009)          | Nej                                            | 190350                     | 55°13′31″N 11°24′17″Ø / 55.22530°N 11.40468°Ø | Upload foto |                                                    |
| Sct. Kjelds Kilde           | Helligkilde                    | Historisk Tid (ca. 1067 til 2009)          | Nej                                            | 111172                     | 55°25′03″N 11°15′08″Ø / 55.41756°N 11.25209°Ø | Upload foto |                                                    |
| Skaftelev                   | Rundhøj                        | Oldtid (ca. -3950 til -501)                | Nej                                            | 111222                     | 55°28′34″N 11°26′44″Ø / 55.47620°N 11.44557°Ø | Upload foto |                                                    |
| Skaftelev                   | Stenbygget grav                | Oldtid (ca. -3950 til -501)                | Nej                                            | 111222                     | 55°28′34″N 11°26′44″Ø / 55.47620°N 11.44557°Ø | Upload foto |                                                    |
| Skaftelev                   | Langhøj                        | Stenalder (ca. -3950 til -2801)            | Nej                                            | 111223                     | 55°28′33″N 11°26′44″Ø / 55.47592°N 11.44546°Ø | Upload foto |                                                    |
| Skaftelev                   | Dysse eller jættestue          | Stenalder (ca. -3950 til -2801)            | Nej                                            | 111223                     | 55°28′33″N 11°26′44″Ø / 55.47592°N 11.44546°Ø | Upload foto |                                                    |
| Skaftelev                   | Langhøj                        | Stenalder (ca. -3950 til -2801)            | Nej                                            | 111224                     | 55°28′31″N 11°26′43″Ø / 55.47533°N 11.44526°Ø | Upload foto |                                                    |
| Skaftelev                   | Dysse eller jættestue          | Stenalder (ca. -3950 til -2801)            | Nej                                            | 111224                     | 55°28′31″N 11°26′43″Ø / 55.47533°N 11.44526°Ø | Upload foto |                                                    |
| Skaftelevgårdshuse          | Vildtbaneafmærkning            | Nyere tid (ca. 1750 til 1799)              | Nej                                            | 190258                     | 55°29′00″N 11°26′46″Ø / 55.48335°N 11.44617°Ø | Upload foto |                                                    |
| Skaftelevgårdshuse          | Vildtbaneafmærkning            | Nyere tid (ca. 1750 til 1799)              | Nej                                            | 192985                     | 55°29′00″N 11°26′47″Ø / 55.48343°N 11.44625°Ø | Upload foto |                                                    |
| Slagelse                    | Vildtbaneafmærkning            | Nyere tid (ca. 1661 til 2009)              | Nej                                            | 126805                     | 55°24′06″N 11°22′22″Ø / 55.40155°N 11.37264°Ø | Upload foto |                                                    |
| Slotsbanken                 | Borg/Voldsted                  | Middelalder (ca. 1067 til 1299)            | Nej                                            | 111183                     | 55°19′50″N 10°58′10″Ø / 55.33068°N 10.96946°Ø | Upload foto |                                                    |
| Slotsbanken                 | Bygning                        | Middelalder (ca. 1067 til 1299)            | Nej                                            | 111183                     | 55°19′50″N 10°58′10″Ø / 55.33068°N 10.96946°Ø | Upload foto |                                                    |
| Spidsbanke                  | Rundhøj                        | Oldtid (ca. -3950 til -501)                | Nej                                            | 111337                     | 55°21′39″N 11°18′19″Ø / 55.36080°N 11.30518°Ø | Upload foto |                                                    |
| Stenkelhøj                  | Rundhøj                        | Oldtid (ca. -3950 til -501)                | Nej                                            | 110961                     | 55°18′36″N 11°12′58″Ø / 55.31000°N 11.21617°Ø | Upload foto |                                                    |
| Sterrede                    | Langhøj                        | Stenalder (ca. -3950 til -2801)            | Nej                                            | 111637                     | 55°13′45″N 11°27′47″Ø / 55.22930°N 11.46292°Ø | Upload foto |                                                    |
| Sterrede                    | Dysse eller jættestue          | Stenalder (ca. -3950 til -2801)            | Nej                                            | 111637                     | 55°13′45″N 11°27′47″Ø / 55.22930°N 11.46292°Ø | Upload foto |                                                    |
| Sterrede                    | Dysse eller jættestue          | Stenalder (ca. -3950 til -2801)            | Nej                                            | 111637                     | 55°13′45″N 11°27′47″Ø / 55.22930°N 11.46292°Ø | Upload foto |                                                    |
| Sterrede                    | Dysse eller jættestue          | Stenalder (ca. -3950 til -2801)            | Nej                                            | 111638                     | 55°13′45″N 11°27′49″Ø / 55.22917°N 11.46351°Ø | Upload foto |                                                    |
| Stibanke                    | Vildtbaneafmærkning            | Nyere tid (ca. 1661 til 2009)              | Nej                                            | 190306                     | 55°21′22″N 11°07′18″Ø / 55.35608°N 11.12155°Ø | Upload foto |                                                    |
| Stignæs Skov                | Rundhøj                        | Oldtid (ca. -250000 til 1066)              | Nej                                            | 111738                     | 55°13′01″N 11°14′27″Ø / 55.21692°N 11.24077°Ø | Upload foto |                                                    |
| Stignæs Skov Afd.45         | Rundhøj                        | Oldtid (ca. -250000 til 1066)              | Nej                                            | 111737                     | 55°12′47″N 11°14′41″Ø / 55.21317°N 11.24480°Ø | Upload foto |                                                    |
| Stigsnæs Skov Afd.45        | Rundhøj                        | Stenalder (ca. -3950 til -2801)            | Nej                                            | 111736                     | 55°12′57″N 11°14′50″Ø / 55.21585°N 11.24716°Ø | Upload foto |                                                    |
| Stigsnæs Skov Afd.45        | Dysse eller jættestue          | Stenalder (ca. -3950 til -2801)            | Nej                                            | 111736                     | 55°12′57″N 11°14′50″Ø / 55.21585°N 11.24716°Ø | Upload foto |                                                    |
| Svenstrup                   | Langhøj                        | Stenalder (ca. -3950 til -2801)            | Nej                                            | 111401                     | 55°21′42″N 11°09′40″Ø / 55.36178°N 11.16114°Ø | Upload foto |                                                    |
| Svenstrup                   | Dysse eller jættestue          | Stenalder (ca. -3950 til -2801)            | Nej                                            | 111401                     | 55°21′42″N 11°09′40″Ø / 55.36178°N 11.16114°Ø | Upload foto |                                                    |
| Svenstrup                   | Rundhøj                        | Oldtid (ca. -250000 til 1066)              | Nej                                            | 111413                     | 55°21′41″N 11°09′45″Ø / 55.36127°N 11.16248°Ø | Upload foto |                                                    |
| Svinevaadsdysse             | Langhøj                        | Stenalder (ca. -3950 til -2801)            | Nej                                            | 111121                     | 55°25′46″N 11°13′32″Ø / 55.42940°N 11.22565°Ø | Upload foto |                                                    |
| Svinevaadsdysse             | Dysse eller jættestue          | Stenalder (ca. -3950 til -2801)            | Nej                                            | 111121                     | 55°25′46″N 11°13′32″Ø / 55.42940°N 11.22565°Ø | Upload foto |                                                    |
| Svinevaadsdysse             | Dysse eller jættestue          | Stenalder (ca. -3950 til -2801)            | Nej                                            | 111121                     | 55°25′46″N 11°13′32″Ø / 55.42940°N 11.22565°Ø | Upload foto |                                                    |
| Svinevaadsdysse             | Dysse eller jættestue          | Stenalder (ca. -3950 til -2801)            | Nej                                            | 111121                     | 55°25′46″N 11°13′32″Ø / 55.42940°N 11.22565°Ø | Upload foto |                                                    |
| Syllinge Skov               | Langhøj                        | Stenalder (ca. -3950 til -2801)            | Nej                                            | 111917                     | 55°14′18″N 11°29′16″Ø / 55.23830°N 11.48765°Ø | Upload foto |                                                    |
| Syllinge Skov               | Dysse eller jættestue          | Stenalder (ca. -3950 til -2801)            | Nej                                            | 111917                     | 55°14′18″N 11°29′16″Ø / 55.23830°N 11.48765°Ø | Upload foto |                                                    |
| Sønderup                    | Rundhøj                        | Stenalder (ca. -3950 til -2801)            | Nej                                            | 110932                     | 55°17′07″N 11°15′38″Ø / 55.28520°N 11.26051°Ø | Upload foto |                                                    |
| Sønderup                    | Dysse eller jættestue          | Stenalder (ca. -3950 til -2801)            | Nej                                            | 110932                     | 55°17′07″N 11°15′38″Ø / 55.28520°N 11.26051°Ø | Upload foto |                                                    |
| Sønderup                    | Langhøj                        | Stenalder (ca. -3950 til -2801)            | Nej                                            | 110933                     | 55°17′07″N 11°15′36″Ø / 55.28531°N 11.25993°Ø | Upload foto |                                                    |
| Sønderup                    | Dysse eller jættestue          | Stenalder (ca. -3950 til -2801)            | Nej                                            | 110933                     | 55°17′07″N 11°15′36″Ø / 55.28531°N 11.25993°Ø | Upload foto |                                                    |
| Sønderup                    | Langhøj                        | Stenalder (ca. -3950 til -2801)            | Nej                                            | 110934                     | 55°17′01″N 11°15′36″Ø / 55.28365°N 11.26001°Ø | Upload foto |                                                    |
| Sønderup                    | Dysse eller jættestue          | Stenalder (ca. -3950 til -2801)            | Nej                                            | 110934                     | 55°17′01″N 11°15′36″Ø / 55.28365°N 11.26001°Ø | Upload foto |                                                    |
| Tjæreby                     | Rundhøj                        | Oldtid (ca. -250000 til 1066)              | Nej                                            | 111427                     | 55°21′58″N 11°14′16″Ø / 55.36605°N 11.23791°Ø | Upload foto |                                                    |
| Tjæreby                     | Langhøj                        | Stenalder (ca. -3950 til -2801)            | Nej                                            | 111879                     | 55°14′43″N 11°20′40″Ø / 55.24530°N 11.34447°Ø | Upload foto |                                                    |
| Tjæreby                     | Dysse eller jættestue          | Stenalder (ca. -3950 til -2801)            | Nej                                            | 111879                     | 55°14′43″N 11°20′40″Ø / 55.24530°N 11.34447°Ø | Upload foto |                                                    |
| Tjæreby                     | Rundhøj                        | Stenalder (ca. -3950 til -2801)            | Nej                                            | 111880                     | 55°14′42″N 11°20′36″Ø / 55.24511°N 11.34324°Ø | Upload foto |                                                    |
| Tjæreby                     | Dysse eller jættestue          | Stenalder (ca. -3950 til -2801)            | Nej                                            | 111880                     | 55°14′42″N 11°20′36″Ø / 55.24511°N 11.34324°Ø | Upload foto |                                                    |
| Tjørnehøj                   | Rundhøj                        | Oldtid (ca. -250000 til 1066)              | Nej                                            | 111748                     | 55°12′31″N 11°16′42″Ø / 55.20869°N 11.27827°Ø | Upload foto |                                                    |
| Tranderup                   | Rundhøj                        | Oldtid (ca. -250000 til 1066)              | Nej                                            | 110907                     | 55°16′10″N 11°16′23″Ø / 55.26948°N 11.27292°Ø | Upload foto |                                                    |
| Trathøj                     | Rundhøj                        | Oldtid (ca. -3950 til -501)                | Nej                                            | 111210                     | 55°19′50″N 11°18′43″Ø / 55.33058°N 11.31198°Ø | Upload foto |                                                    |
| Trelleborg                  | Borg/Voldsted                  | Vikingetid (ca. 750 til 1066)              | Nej                                            | 111031                     | 55°23′39″N 11°15′55″Ø / 55.39410°N 11.26528°Ø | Upload foto |                                                    |
| Trelleborg                  | Bygning                        | Vikingetid (ca. 750 til 1066)              | Nej                                            | 111031                     | 55°23′39″N 11°15′55″Ø / 55.39410°N 11.26528°Ø | Upload foto |                                                    |
| Trelleborg                  | Voldgrav                       | Historisk Tid (ca. 1067 til 2009)          | Nej                                            | 111031                     | 55°23′39″N 11°15′55″Ø / 55.39410°N 11.26528°Ø | Upload foto |                                                    |
| Troldehøj                   | Rundhøj                        | Oldtid (ca. -250000 til 1066)              | Nej                                            | 110938                     | 55°17′00″N 11°14′28″Ø / 55.28343°N 11.24100°Ø | Upload foto |                                                    |
| Troldehøj                   | Sømærke                        | Nyere tid (ca. 1661 til 2009)              | Nej                                            | 110938                     | 55°17′00″N 11°14′28″Ø / 55.28343°N 11.24100°Ø | Upload foto |                                                    |
| Trælhøi                     | Rundhøj                        | Oldtid (ca. -250000 til 1066)              | Nej                                            | 100693                     | 55°27′28″N 11°17′18″Ø / 55.45788°N 11.28845°Ø | Upload foto |                                                    |
| Tudehøj                     | Rundhøj                        | Oldtid (ca. -250000 til 1066)              | Nej                                            | 111750                     | 55°12′22″N 11°17′13″Ø / 55.20616°N 11.28682°Ø | Upload foto |                                                    |
| Tvehøj                      | Rundhøj                        | Oldtid (ca. -250000 til 1066)              | Nej                                            | 111291                     | 55°23′02″N 11°18′16″Ø / 55.38387°N 11.30437°Ø | Upload foto |                                                    |
| Tvehøj                      | Rundhøj                        | Oldtid (ca. -3950 til -501)                | Nej                                            | 111303                     | 55°23′01″N 11°18′16″Ø / 55.38373°N 11.30455°Ø | Upload foto |                                                    |
| Tvehøj                      | Stenbygget grav                | Oldtid (ca. -3950 til -501)                | Nej                                            | 111303                     | 55°23′01″N 11°18′16″Ø / 55.38373°N 11.30455°Ø | Upload foto |                                                    |
| Tvehøj                      | Stenbygget grav                | Stenalder (ca. -2350 til -1701)            | Nej                                            | 111303                     | 55°23′01″N 11°18′16″Ø / 55.38373°N 11.30455°Ø | Upload foto |                                                    |
| Tvillingehøje               | Rundhøj                        | Oldtid (ca. -250000 til 1066)              | Nej                                            | 111580                     | 55°18′02″N 11°18′16″Ø / 55.30068°N 11.30456°Ø | Upload foto |                                                    |
| Tvillingehøje               | Rundhøj                        | Oldtid (ca. -250000 til 1066)              | Nej                                            | 111580                     | 55°18′02″N 11°18′16″Ø / 55.30068°N 11.30456°Ø | Upload foto |                                                    |
| Tårnborg                    | Brønd                          | Oldtid (ca. -250000 til 1066)              | Nej                                            | 189005                     | 55°21′25″N 11°08′42″Ø / 55.35699°N 11.14496°Ø | Upload foto |                                                    |
| Taarnborg Gods              | Rundhøj                        | Stenalder (ca. -3950 til -2801)            | Nej                                            | 111199                     | 55°21′06″N 11°08′12″Ø / 55.35156°N 11.13673°Ø | Upload foto |                                                    |
| Taarnborg Gods              | Dysse eller jættestue          | Stenalder (ca. -3950 til -2801)            | Nej                                            | 111199                     | 55°21′06″N 11°08′12″Ø / 55.35156°N 11.13673°Ø | Upload foto |                                                    |
| Taarnborg Gods              | Rundhøj                        | Stenalder (ca. -3950 til -2801)            | Nej                                            | 111390                     | 55°21′30″N 11°09′01″Ø / 55.35834°N 11.15035°Ø | Upload foto |                                                    |
| Taarnborg Gods              | Dysse eller jættestue          | Stenalder (ca. -3950 til -2801)            | Nej                                            | 111390                     | 55°21′30″N 11°09′01″Ø / 55.35834°N 11.15035°Ø | Upload foto |                                                    |
| Taarnborg Gods              | Rundhøj                        | Oldtid (ca. -250000 til 1066)              | Nej                                            | 111395                     | 55°21′40″N 11°09′00″Ø / 55.36124°N 11.15011°Ø | Upload foto |                                                    |
| Taarnborg Gods              | Langhøj                        | Stenalder (ca. -3950 til -2801)            | Nej                                            | 111398                     | 55°21′24″N 11°08′21″Ø / 55.35666°N 11.13929°Ø | Upload foto |                                                    |
| Taarnborg Gods              | Dysse eller jættestue          | Stenalder (ca. -3950 til -2801)            | Nej                                            | 111398                     | 55°21′24″N 11°08′21″Ø / 55.35666°N 11.13929°Ø | Upload foto |                                                    |
| Taarnborg Gods              | Dysse eller jættestue          | Stenalder (ca. -3950 til -2801)            | Nej                                            | 111398                     | 55°21′24″N 11°08′21″Ø / 55.35666°N 11.13929°Ø | Upload foto |                                                    |
| Taarnborg Gods              | Rundhøj                        | Oldtid (ca. -3950 til -501)                | Nej                                            | 111399                     | 55°21′25″N 11°08′28″Ø / 55.35705°N 11.14100°Ø | Upload foto |                                                    |
| Taarnborg Gods              | Stenbygget grav                | Oldtid (ca. -3950 til -501)                | Nej                                            | 111399                     | 55°21′25″N 11°08′28″Ø / 55.35705°N 11.14100°Ø | Upload foto |                                                    |
| Taarnborg Gods              | Langhøj                        | Stenalder (ca. -3950 til -2801)            | Nej                                            | 111400                     | 55°21′26″N 11°08′32″Ø / 55.35732°N 11.14214°Ø | Upload foto |                                                    |
| Taarnborg Gods              | Dysse eller jættestue          | Stenalder (ca. -3950 til -2801)            | Nej                                            | 111400                     | 55°21′26″N 11°08′32″Ø / 55.35732°N 11.14214°Ø | Upload foto |                                                    |
| Taarnborg Gods              | Rundhøj                        | Stenalder (ca. -3950 til -2801)            | Nej                                            | 111400                     | 55°21′26″N 11°08′32″Ø / 55.35732°N 11.14214°Ø | Upload foto |                                                    |
| Taarnborg Gods              | Dysse eller jættestue          | Stenalder (ca. -3950 til -2801)            | Nej                                            | 111400                     | 55°21′26″N 11°08′32″Ø / 55.35732°N 11.14214°Ø | Upload foto |                                                    |
| Taarnborg Gods              | Gravrøse                       | Oldtid (ca. -1700 til 375)                 | Nej                                            | 111410                     | 55°20′24″N 11°09′12″Ø / 55.33996°N 11.15337°Ø | Upload foto |                                                    |
| Tårnborg Hovedgård          | Langhøj                        | Stenalder (ca. -3950 til -2801)            | Nej                                            | 111397                     | 55°21′21″N 11°08′06″Ø / 55.35580°N 11.13507°Ø | Upload foto |                                                    |
| Taarnborg Slotsbakke        | Borg/Voldsted                  | Middelalder (ca. 1067 til 1299)            | Nej                                            | 111428                     | 55°21′06″N 11°11′17″Ø / 55.35155°N 11.18795°Ø | Upload foto |                                                    |
| Taarnborg Slotsbakke        | Voldgrav                       | Historisk Tid (ca. 1067 til 2009)          | Nej                                            | 111428                     | 55°21′06″N 11°11′17″Ø / 55.35155°N 11.18795°Ø | Upload foto |                                                    |
| Tårnhøj                     | Rundhøj                        | Stenalder (ca. -3950 til -2801)            | Nej                                            | 111097                     | 55°27′29″N 11°15′33″Ø / 55.45805°N 11.25914°Ø | Upload foto |                                                    |
| Tårnhøj                     | Dysse eller jættestue          | Stenalder (ca. -3950 til -2801)            | Nej                                            | 111097                     | 55°27′29″N 11°15′33″Ø / 55.45805°N 11.25914°Ø | Upload foto |                                                    |
| Taarnhøj                    | Rundhøj                        | Oldtid (ca. -3950 til -501)                | Nej                                            | 111107                     | 55°26′48″N 11°15′07″Ø / 55.44665°N 11.25194°Ø | Upload foto |                                                    |
| Ugledysse                   | Rundhøj                        | Stenalder (ca. -3950 til -2801)            | Nej                                            | 111138                     | 55°25′21″N 11°13′26″Ø / 55.42251°N 11.22386°Ø | Upload foto |                                                    |
| Ugledysse                   | Dysse eller jættestue          | Stenalder (ca. -3950 til -2801)            | Nej                                            | 111138                     | 55°25′21″N 11°13′26″Ø / 55.42251°N 11.22386°Ø | Upload foto |                                                    |
| Valbygård Skov              | Langhøj                        | Stenalder (ca. -3950 til -2801)            | Nej                                            | 111281                     | 55°23′52″N 11°28′10″Ø / 55.39783°N 11.46943°Ø | Upload foto |                                                    |
| Valdbygaard                 | Rundhøj                        | Oldtid (ca. -3950 til -501)                | Nej                                            | 111260                     | 55°25′54″N 11°18′06″Ø / 55.43169°N 11.30164°Ø | Upload foto |                                                    |
| Valdbygaard                 | Rundhøj                        | Oldtid (ca. -3950 til -501)                | Nej                                            | 111261                     | 55°25′53″N 11°18′04″Ø / 55.43145°N 11.30123°Ø | Upload foto |                                                    |
| Valdbygaard                 | Rundhøj                        | Oldtid (ca. -3950 til -501)                | Nej                                            | 111264                     | 55°25′46″N 11°18′01″Ø / 55.42953°N 11.30019°Ø | Upload foto |                                                    |
| Valdbygaard                 | Rundhøj                        | Oldtid (ca. -250000 til 1066)              | Nej                                            | 111268                     | 55°25′27″N 11°18′02″Ø / 55.42429°N 11.30050°Ø | Upload foto |                                                    |
| Valdbygaard                 | Rundhøj                        | Oldtid (ca. -250000 til 1066)              | Nej                                            | 111270                     | 55°25′21″N 11°18′04″Ø / 55.42254°N 11.30104°Ø | Upload foto |                                                    |
| Valdbygaard                 | Rundhøj                        | Oldtid (ca. -250000 til 1066)              | Nej                                            | 111271                     | 55°25′19″N 11°18′04″Ø / 55.42203°N 11.30117°Ø | Upload foto |                                                    |
| Valdbygaard                 | Rundhøj                        | Oldtid (ca. -250000 til 1066)              | Nej                                            | 111272                     | 55°25′18″N 11°18′03″Ø / 55.42153°N 11.30092°Ø | Upload foto |                                                    |
| Valdbygaard                 | Rundhøj                        | Oldtid (ca. -3950 til -501)                | Nej                                            | 111273                     | 55°25′16″N 11°18′04″Ø / 55.42098°N 11.30103°Ø | Upload foto |                                                    |
| Valdbygaard                 | Stenbygget grav                | Stenalder (ca. -3950 til -1701)            | Nej                                            | 111273                     | 55°25′16″N 11°18′04″Ø / 55.42098°N 11.30103°Ø | Upload foto |                                                    |
| Valdbygaard                 | Stenbygget grav                | Bronzealder (ca. -1700 til -501)           | Nej                                            | 111273                     | 55°25′16″N 11°18′04″Ø / 55.42098°N 11.30103°Ø | Upload foto |                                                    |
| Valdbygaard                 | Rundhøj                        | Oldtid (ca. -3950 til -501)                | Nej                                            | 111274                     | 55°25′15″N 11°18′03″Ø / 55.42079°N 11.30088°Ø | Upload foto |                                                    |
| Valdbygaard                 | Rundhøj                        | Oldtid (ca. -250000 til 1066)              | Nej                                            | 111276                     | 55°25′03″N 11°17′45″Ø / 55.41756°N 11.29573°Ø | Upload foto |                                                    |
| Vollerup voldsted           | Borg/Voldsted                  | Historisk Tid (ca. 1067 til 2009)          | Nej                                            | 167784                     | 55°20′39″N 11°24′48″Ø / 55.34419°N 11.41333°Ø | Upload foto |                                                    |
| Vor Frue Kirke              | Kirke                          | Middelalder (ca. 1067 til 1535)            | Nej                                            | 111331                     | 55°24′10″N 11°21′26″Ø / 55.40288°N 11.35713°Ø | Upload foto |                                                    |
| Vårby Bro                   | Bro                            | Nyere tid (ca. 1661 til 2009)              | Nej                                            | 124808                     | 55°22′33″N 11°17′39″Ø / 55.37573°N 11.29410°Ø | Upload foto |                                                    |
| Øster Bøgebjærg             | Langhøj                        | Stenalder (ca. -3950 til -2801)            | Nej                                            | 110923                     | 55°16′48″N 11°17′43″Ø / 55.28003°N 11.29533°Ø | Upload foto |                                                    |
| Øster Bøgebjærg             | Dysse eller jættestue          | Stenalder (ca. -3950 til -2801)            | Nej                                            | 110923                     | 55°16′48″N 11°17′43″Ø / 55.28003°N 11.29533°Ø | Upload foto |                                                    |
| Øster Stillinge             | Rundhøj                        | Oldtid (ca. -250000 til 1066)              | Nej                                            | 111125                     | 55°26′13″N 11°17′45″Ø / 55.43702°N 11.29594°Ø | Upload foto |                                                    |
| Øster Stillinge             | Rundhøj                        | Oldtid (ca. -250000 til 1066)              | Nej                                            | 111127                     | 55°26′08″N 11°17′40″Ø / 55.43546°N 11.29454°Ø | Upload foto |                                                    |
| Øster Stillinge             | Rundhøj                        | Oldtid (ca. -250000 til 1066)              | Nej                                            | 111129                     | 55°26′05″N 11°17′45″Ø / 55.43462°N 11.29572°Ø | Upload foto |                                                    |
| Øster Stillinge             | Rundhøj                        | Oldtid (ca. -250000 til 1066)              | Nej                                            | 111130                     | 55°26′06″N 11°17′36″Ø / 55.43500°N 11.29343°Ø | Upload foto |                                                    |
| Øster Stillinge             | Langhøj                        | Stenalder (ca. -3950 til -2801)            | Nej                                            | 111132                     | 55°25′37″N 11°17′27″Ø / 55.42688°N 11.29074°Ø | Upload foto |                                                    |
| Øster Stillinge             | Dysse eller jættestue          | Stenalder (ca. -3950 til -2801)            | Nej                                            | 111132                     | 55°25′37″N 11°17′27″Ø / 55.42688°N 11.29074°Ø | Upload foto |                                                    |
| Øster Stillinge             | Dysse eller jættestue          | Stenalder (ca. -3950 til -2801)            | Nej                                            | 111132                     | 55°25′37″N 11°17′27″Ø / 55.42688°N 11.29074°Ø | Upload foto |                                                    |
| Østerhoved                  | Skanse                         | Historisk Tid (ca. 1067 til 2009)          | Nej                                            | 111794                     | 55°12′04″N 11°16′46″Ø / 55.20117°N 11.27939°Ø | Upload foto |                                                    |
| Aalholm                     | Brønd                          | Oldtid (ca. -250000 til 1066)              | Nej                                            | 169960                     | 55°26′15″N 11°30′31″Ø / 55.43742°N 11.50848°Ø | Upload foto |                                                    |
| Aarslev                     | Rundhøj                        | Stenalder (ca. -3950 til -2801)            | Nej                                            | 111379                     | 55°27′38″N 11°20′55″Ø / 55.46069°N 11.34850°Ø | Upload foto |                                                    |
| Aarslev                     | Dysse eller jættestue          | Stenalder (ca. -3950 til -2801)            | Nej                                            | 111379                     | 55°27′38″N 11°20′55″Ø / 55.46069°N 11.34850°Ø | Upload foto |                                                    |
| Aasedisdyssen               | Langhøj                        | Stenalder (ca. -3950 til -2801)            | Nej                                            | 111087                     | 55°26′52″N 11°14′02″Ø / 55.44779°N 11.23378°Ø | Upload foto |                                                    |
| Aasedisdyssen               | Dysse eller jættestue          | Stenalder (ca. -3950 til -2801)            | Nej                                            | 111087                     | 55°26′52″N 11°14′02″Ø / 55.44779°N 11.23378°Ø | Upload foto |                                                    |
| Aashøj                      | Rundhøj                        | Oldtid (ca. -3950 til -501)                | Nej                                            | 111489                     | 55°20′46″N 11°13′58″Ø / 55.34607°N 11.23265°Ø | Upload foto |                                                    |
| Aashøj                      | Stenkiste                      | Bronzealder (ca. -1700 til -1101)          | Nej                                            | 111489                     | 55°20′46″N 11°13′58″Ø / 55.34607°N 11.23265°Ø | Upload foto |                                                    |